# Smalto di Limoges

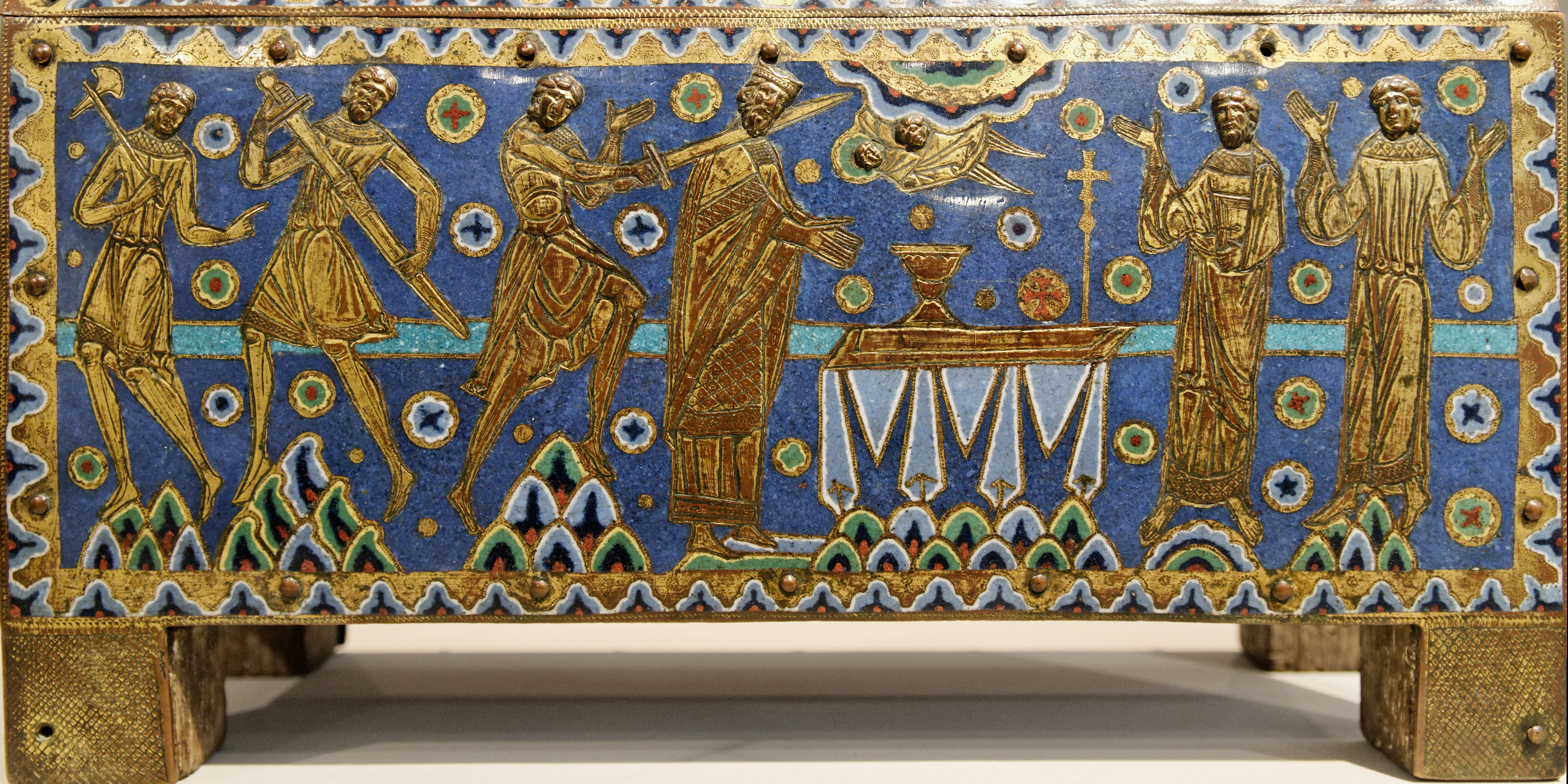
Il martirio di san Tommaso Becket, champlevé, anni 1180 (dettaglio)

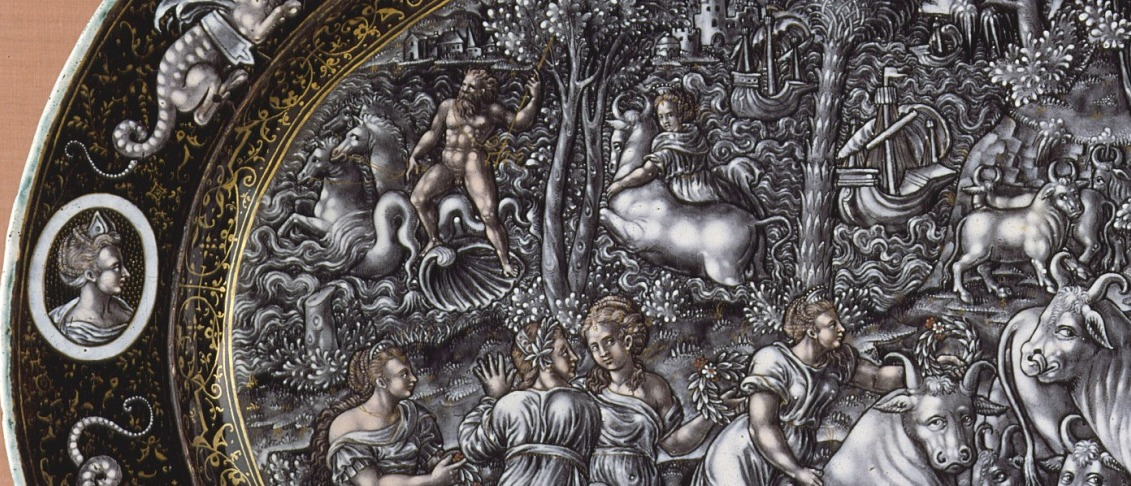
Dettaglio di un piatto dipinto in grisaille con il Ratto di Europa, Jean de Court, c. 1560

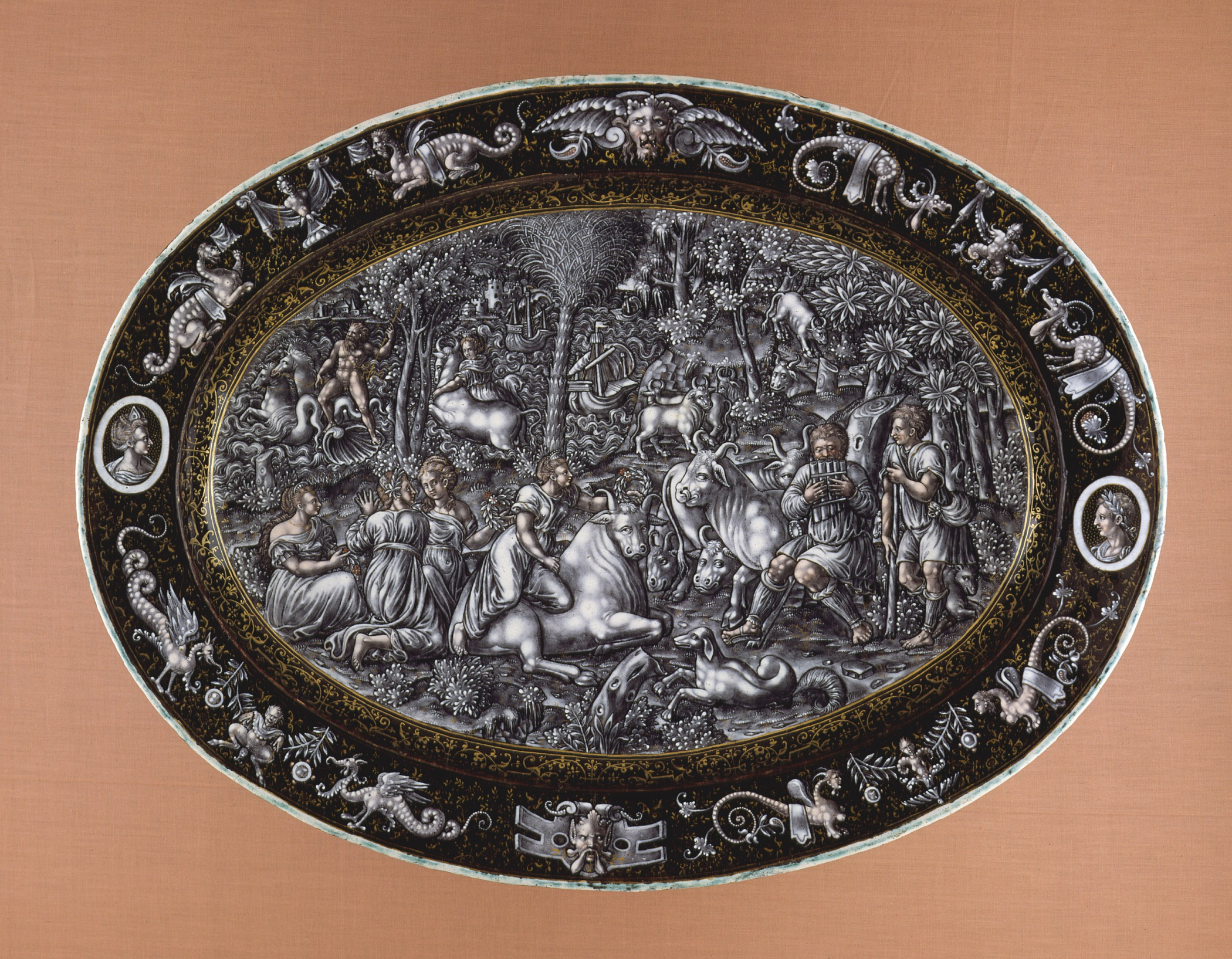
L'intero di cui sopra

Lo smalto di Limoges è un particolare metodo di colorazione di oggetti sacri molto in voga a Limoges, nel sud-ovest della Francia, per diversi secoli e, con alterne fortune, fino ai nostri giorni. Ci furono due periodi in cui era di importanza europea. Dal XII secolo al 1370 ci fu una grande industria che produceva oggetti metallici decorati in smalto vitreo usando la tecnica champlevé, di cui la maggior parte degli oggetti giunti a noi (stimata in circa 7.500 pezzi), probabilmente la maggior parte della produzione originale era costituita da oggetti religiosi come reliquiari.
Dopo un intervallo di un secolo, l'industria tornò a rifiorire alla fine del XV secolo, a quell'epoca specializzata nella tecnica dello smalto dipinto, e nel giro di pochi decenni si concentrò maggiormente su oggetti di carattere profano piuttosto che di argomento religioso. Nel Rinascimento francese, Limoges era il centro principale, con diverse botteghe dinastiche, che spesso firmavano o segnavano le loro opere. Pezzi preziosi come piatti, targhe e vasi venivano dipinti con sofisticate decorazioni manieriste di figure che sui vasi erano circondate da bordi elaborati.
In entrambi i periodi i pezzi di maggiori dimensioni includevano scene narrative. Queste esemplificavano gli stili dei rispettivi periodi. Nel champlevé medievale l'azione era semplicemente e direttamente mostrata da alcune figure, con sfondi a motivi geometrici. Nei pezzi dipinti manieristici numerose figure e sfondi dettagliati tendevano a sopraffare l'attività delle figure principali.

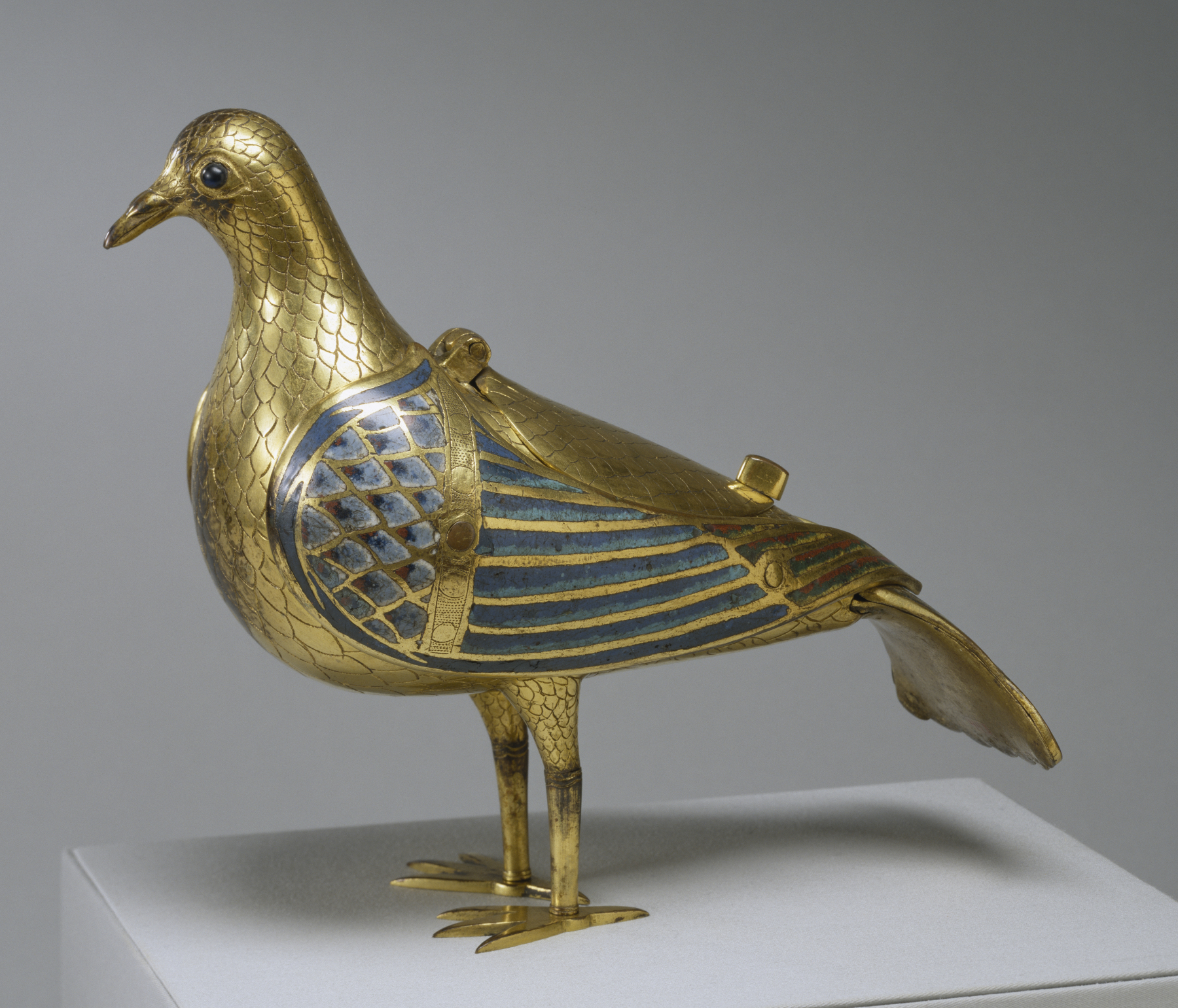
Colomba eucaristica in champlevé, inizi XIII secolo

Dopo un calo, intorno agli anni 1630, in seguito alla concorrenza della porcellana, la produzione di alta qualità riprese vigore intorno alla metà del XIX secolo e adottò l'art Nouveau e altri stili contemporanei, con una produzione relativamente modesta.

## Smalto champlevé medievale

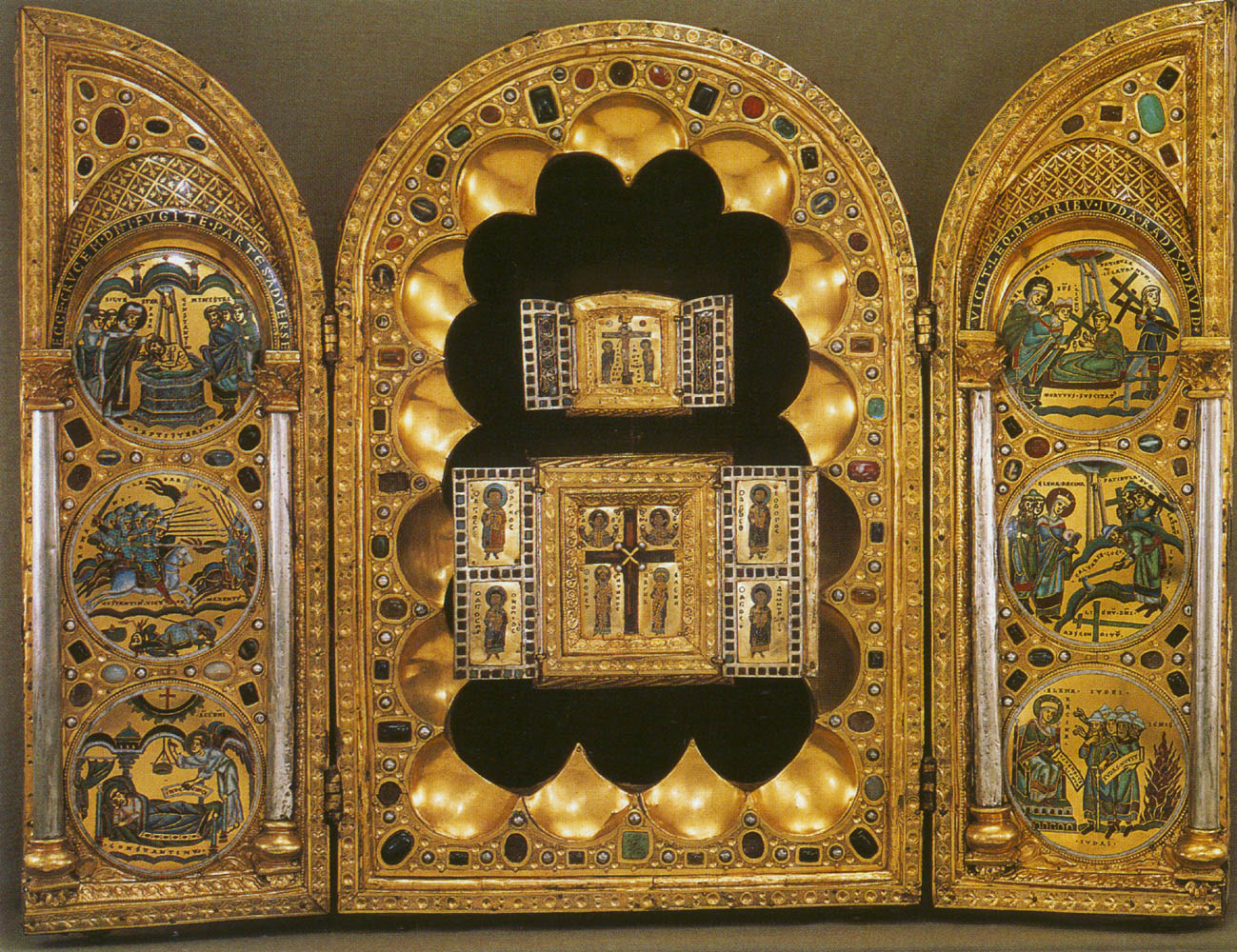
Trittico Stavelot

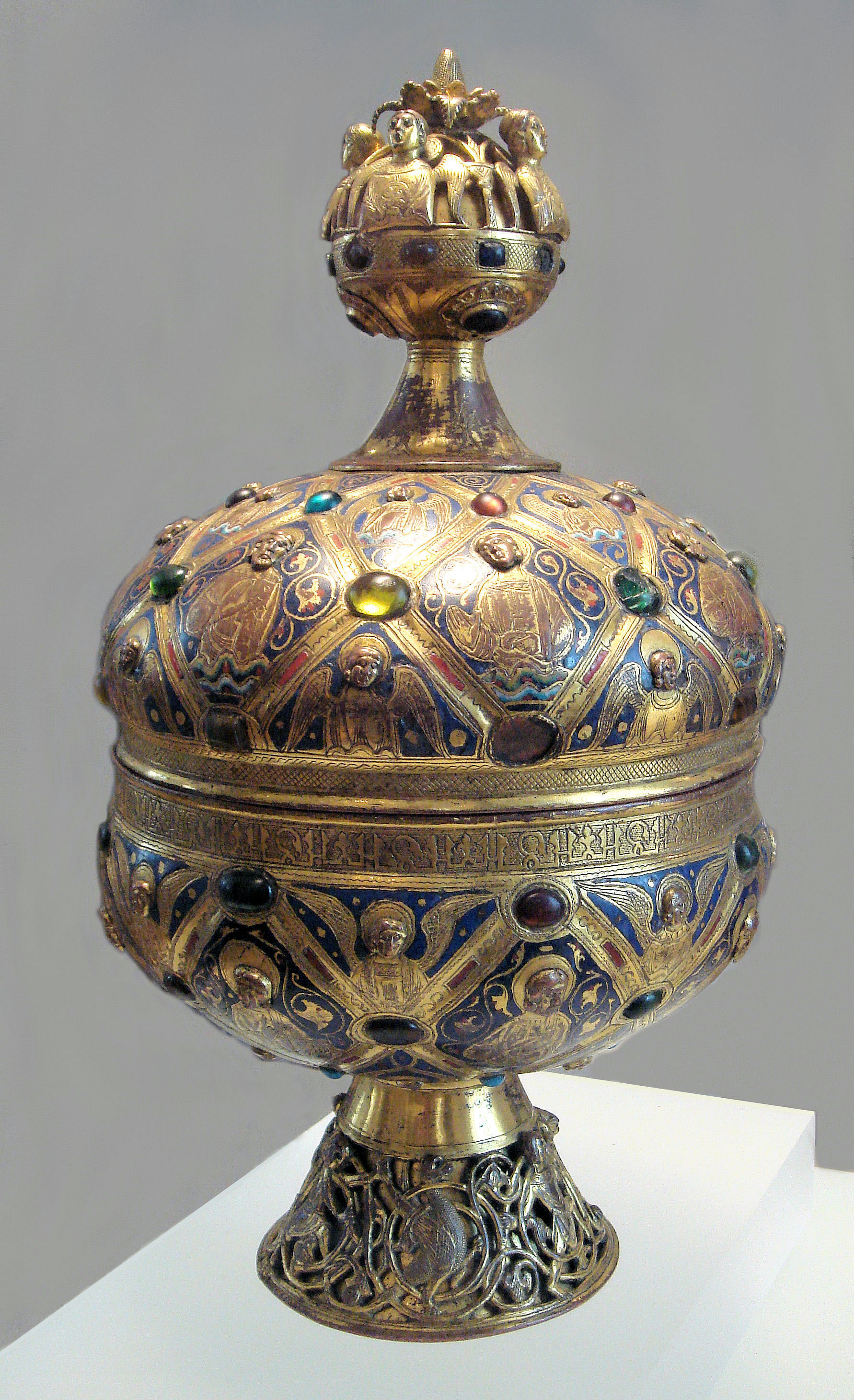
Ciborio con smalto champlevé di Limoges, con bordo centrale riportante iscrizioni in caratteri pseudo cufici (circa 1200).

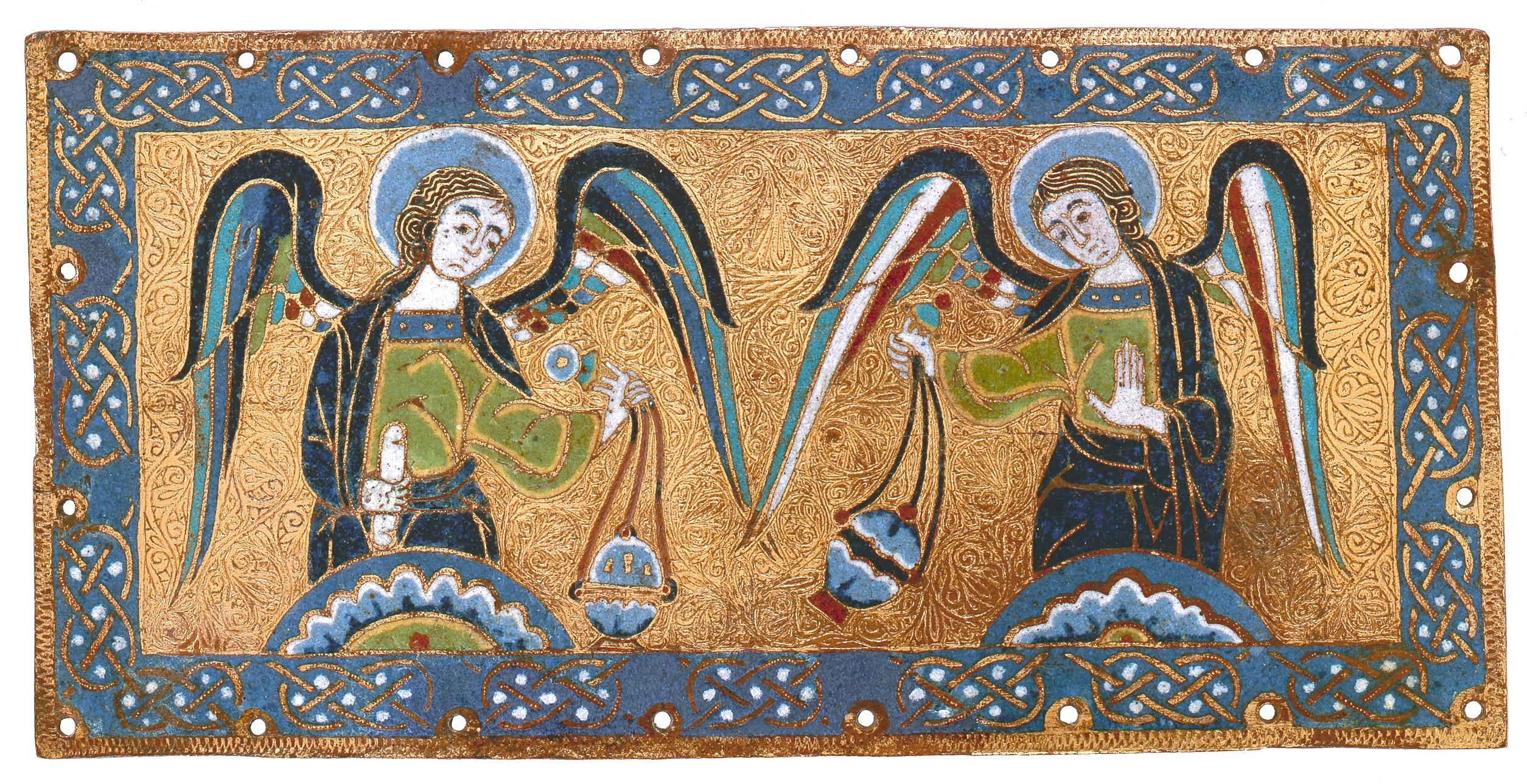
Pannello con figure in smalto su sfondo dorato vermicolato, anni 1170.

Limoges era già il più grande e famoso centro europeo di produzione di smalto vitreo champlevé dal XII secolo, ma non quello di più elevata qualità, e le sue opere erano conosciute come Opus de Limogia o Labor Limogiae. I principali concorrenti del mercato, attenti ai prezzi, erano i laboratori della Spagna settentrionale, e le opere di Limoges mostrano segni di influenza spagnola e islamica fin dall'inizio, ed è stato ipotizzato che ci potesse essere un movimento di artigiani tra le due regioni. Il tardo stile vermicolato e i bordi pseudo cufici sono due esempi di questa influenza. Alcuni dei primi pezzi di smalto di Limoges mostrano una banda in caratteri pseudo cufici, che "era una caratteristica ornamentale ricorrente a Limoges ed era stata adottata da molto tempo in Aquitania".
Le placche in champlevé e cofanetti o reliquiari in rame erano, alla fine, quasi prodotti in serie e accessibili alle chiese parrocchiali e alla nobiltà. Tuttavia il lavoro champlevé di altissima qualità venne dall'arte mosana, praticata nella valle della Mosa, in pezzi come il Trittico Stavelot, e in seguito basse-taille smaltati di Parigi, Siena e qualche altra città che guidavano la fascia più alta del mercato dello smalto, spesso con basi in metallo prezioso. Quasi tutti questi pezzi erano fusi. Ma Limoges ricevette ancora ordini per pezzi importanti per cattedrali o mecenati reali, specialmente nei secoli XII e XIII, e c'erano diverse qualità di lavoro disponibili. L'industria era già in declino nel 1370, quando il brutale saccheggio della città dopo l'assedio da parte degli inglesi guidati da Edoardo il Principe Nero, la fece chiudere definitivamente. A quel punto, gli orafi dei centri più grandi si erano rivolti principalmente ad altre tecniche come il "basse-taille".

### Tecniche
Lo smalto di Limoges veniva solitamente applicato su una base di rame, ma talvolta anche su argento o oro. La conservazione è spesso eccellente a causa della durezza del materiale impiegato, e i pezzi più economici di Limoges su rame sono sopravvissuti in numero molto maggiore rispetto a quelli su metalli preziosi, che vennero quasi tutti rifusi per recuperare il materiale prezioso di cui erano costituiti. Le parti non coperte dallo smalto erano generalmente dorate. C'erano due stili di base. Nel primo, il più comune ma introdotto solo intorno al XIII secolo, le figure erano dorate e spesso almeno in parte in rilievo, mentre gli sfondi erano principalmente in smalti colorati, nell'altro, questa disposizione era invertita e le figure erano in smalto su uno sfondo dorato.
Le campiture dorate erano anche contrassegnate con linee incise, raffiguranti i volti e gli abiti di figure o motivi negli sfondi (quest'ultimo noto come lo stile vermicolato). I pezzi erano spesso decorati con gioielli, di solito imitazioni in smalto o vetro in pezzi sopravvissuti, e i tondi multicolori in molti degli sfondi potevano essere intesi come imitazioni di gemme. A partire dal 1200 circa, il blu, con l'oro delle campiture dorate, era il colore predominante nella produzione di Limoges. Nell'arte medievale il blu era notoriamente costoso, così come nella pittura, ma relativamente facile da ottenere sia per gli smalti sia per le vetrate, e i produttori ne approfittavano appieno.
Gli elementi più piccoli in rilievo venivano realizzati soprattutto a stampa per riportare il disegno dei dettagli come le teste di figure altrimenti piatte. Le figure intere erano in rilievo, di solito venivano realizzate da un pezzo di rame separato che veniva prima inserito dall'interno per creare la forma aggettante, poi era finito lavorandolo all'esterno. Questi elementi venivano applicati al pezzo principale con rivetti di rame, le cui teste rotonde di solito erano facilmente visibili. In alcuni pezzi, specialmente quelli come nella testa dei pastorali, con una forma tridimensionale che era la stessa sui due lati, l'intero corpo veniva martellato in matrici metalliche che trasportavano il disegno. Le due parti erano quindi saldate insieme..

### Sviluppo
Lo sviluppo dell'industria di Limoges e della sua reputazione nel XII secolo sembra sia stata dovuta molto ai monaci dell'Ordine di Grandmont la cui casa madre di Grandmont era fuori città. L'ordine crebbe rapidamente dopo la morte del suo fondatore, san Stefano di Grandmont nel 1124, e fu patrocinata dal re Enrico II d'Inghilterra. Non si ritiene più che ci potesse essere un laboratorio di smalti nell'abbazia di Grandmont, ma i laboratori laici di Limoges erano patrocinati dal re. L'ordine aveva poca terra ed era povero, così come la sua regola austera, e pertanto scoraggiava la spesa per l'arte e non usava la scultura monumentale. Ciò nonostante, gli smalti vennero inviati alle nuove case che venivano costruite, principalmente in Francia.
Papa Innocenzo III (1198–1216), che visitò Grandmont due volte, commissionò pezzi in smalto di Limoges da inviare a Roma: un reliquiario per la sua chiesa titolare e altre opere per il Sancta Sanctorum di San Pietro nella Basilica di San Pietro in Vaticano. Il  IV Concilio Lateranense, convocato da Innocenzo, specificò che lo smalto di Limoges era adatto per una delle due pissidi che ogni chiesa doveva avere (anche se non era considerato materiale appropriato per il calice, che secondo le usanze cattoliche doveva generalmente essere almeno placcato in metallo prezioso).
Altro fattore che aiutò a diffondere la reputazione dei pezzi di Limoges fu quello che Limoges si trovava sul percorso principale dei pellegrini che si recavano a Santiago di Compostela, ed era anche patrocinata dai Cavalieri templari. I pezzi vennero dati in dono anche agli Stati crociati, in Terra santa, in Scandinavia e anche a Novgorod in Russia.

### Usi

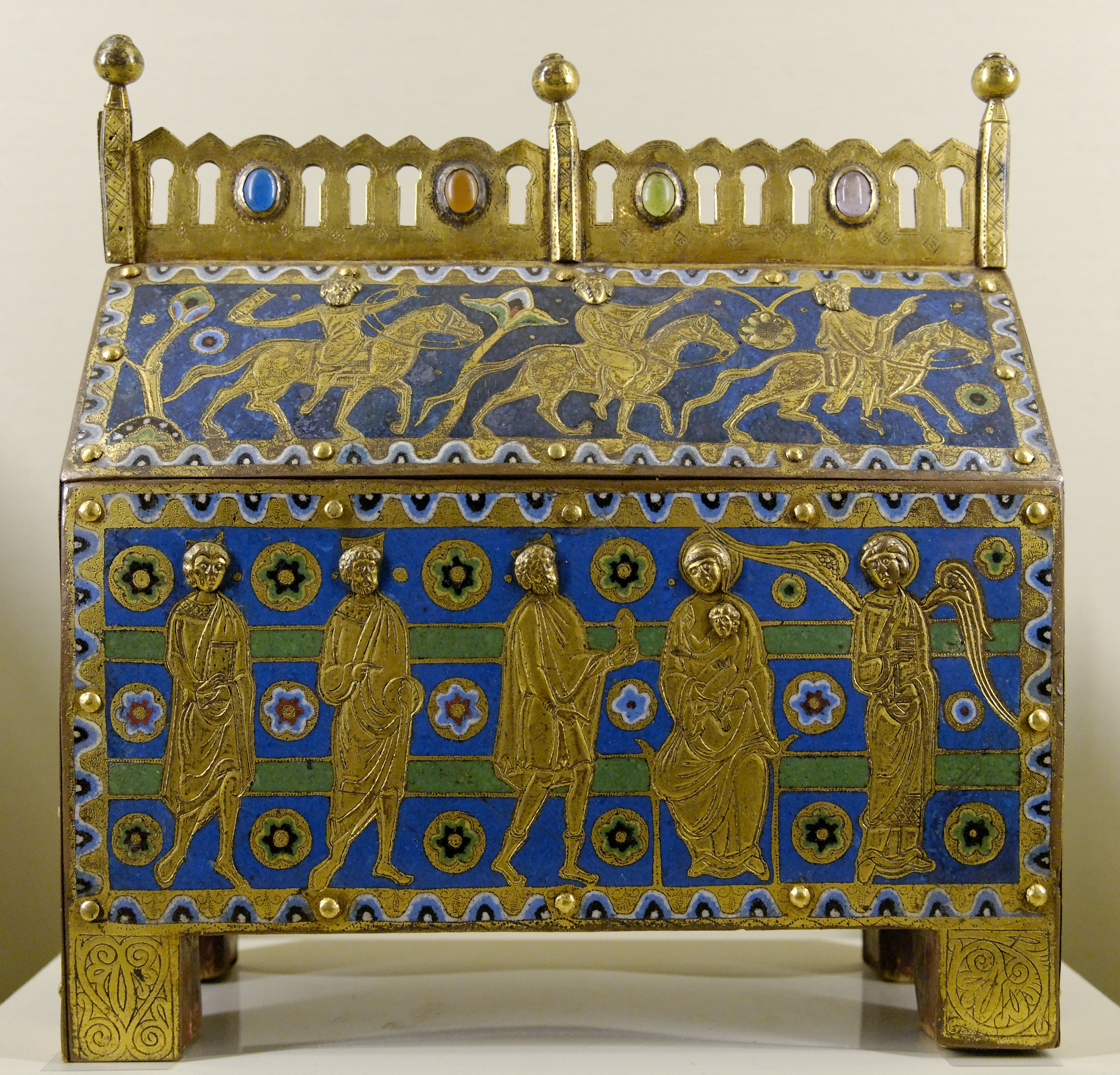
Cassa reliquiario con i Tre re Magi, c. 1200.

Oltre ai cofanetti che costituirono una parte molto importante della produzione di tutto il periodo, c'erano molti altri tipi di oggetti realizzati con smalto di Limoges. Quelli fatti per uso ecclesiastico hanno avuto una migliore possibilità di sopravvivere, e nella prima parte del periodo probabilmente predominavano. Alcuni tipi di oggetti, come i candelabri, che di solito erano piccoli, e i medaglioni ornamentali per i forzieri, di solito con decorazioni laiche o neutre, erano probabilmente realizzati per entrambi i mercati. Nel periodo successivo altri oggetti potevano avere decorazioni distintamente laiche, come scene cavalleresche di cavalieri in combattimento, o raramente di amor cortese. Le copertine di libri religiosi (spesso opere preziose in metalli pregiati con l'inserimento di pietre preziose) vennero realizzate in grande numero in tutto il periodo, di solito in coppie di placche che raramente sono sopravvissute insieme. Dio Padre e Crocifissione di Gesù erano soggetti comuni.
Altri soggetti che apparivano nello smalto di Limoges, più spesso che in altre arti religiose del periodo, comprendevano la vita di santa Valeria di Limoges, un'eroina locale, così come il martirio di san Tommaso Becket, il cui culto fu promosso vigorosamente dalla chiesa dopo la sua morte, compresa la distribuzione di reliquie secondarie (pezzi dei suoi vestiti intrisi del suo sangue) in tutta Europa. Che ci siano più di venti casse di Limoges che mostrano la storia dei Tre re Magi ha un po' lasciato perplessi gli storici dell'arte. Le reliquie di Becket vennero "trasferite" da Milano a Colonia nel 1164, e venne detto che parti della muratura del vecchio santuario di Milano fossero disponibili come reliquie. In soggetti come questi, con molti esemplari sopravvissuti, le raffigurazioni sono spesso molto simili, o si dividono in gruppi, suggerendo progetti condivisi e forse laboratori diversi che usavano gli stessi schemi.
Nel XIII secolo nacque una moda che prevedeva l'inserimento di un pannello metallico con smalti di Limoges recanti l'effige della persona sepolta, spesso in rilievo, sulle tombe di persone facoltose. Due figli di Luigi IX di Francia (1214-1270), che morirono in giovane età, avevano questo genere di tomba nell'Abbazia di Royaumont fuori Parigi (ora nella Basilica di Saint-Denis),. Questo tipo di lavoro era anche presente in un gran numero di tombe di nobili e vescovi, ma poche di esse sopravvissero alla rivoluzione francese. Questo faceva parte di una tendenza delle tarde opere di Limoges che divennero sempre più scultoree, spesso con solo piccoli tocchi di smalto. Il numero dei pezzi di argomento profano, o quelli che sono sopravvissuti, aumentò nel periodo successivo, compresi i candelabri, le placche a medaglione per ornare casse e altri oggetti, e medaglioni, ciotole per il lavaggio cerimoniale delle mani, realizzate in coppie, visto che i servitori versavano l'acqua sulle mani da una all'altra.

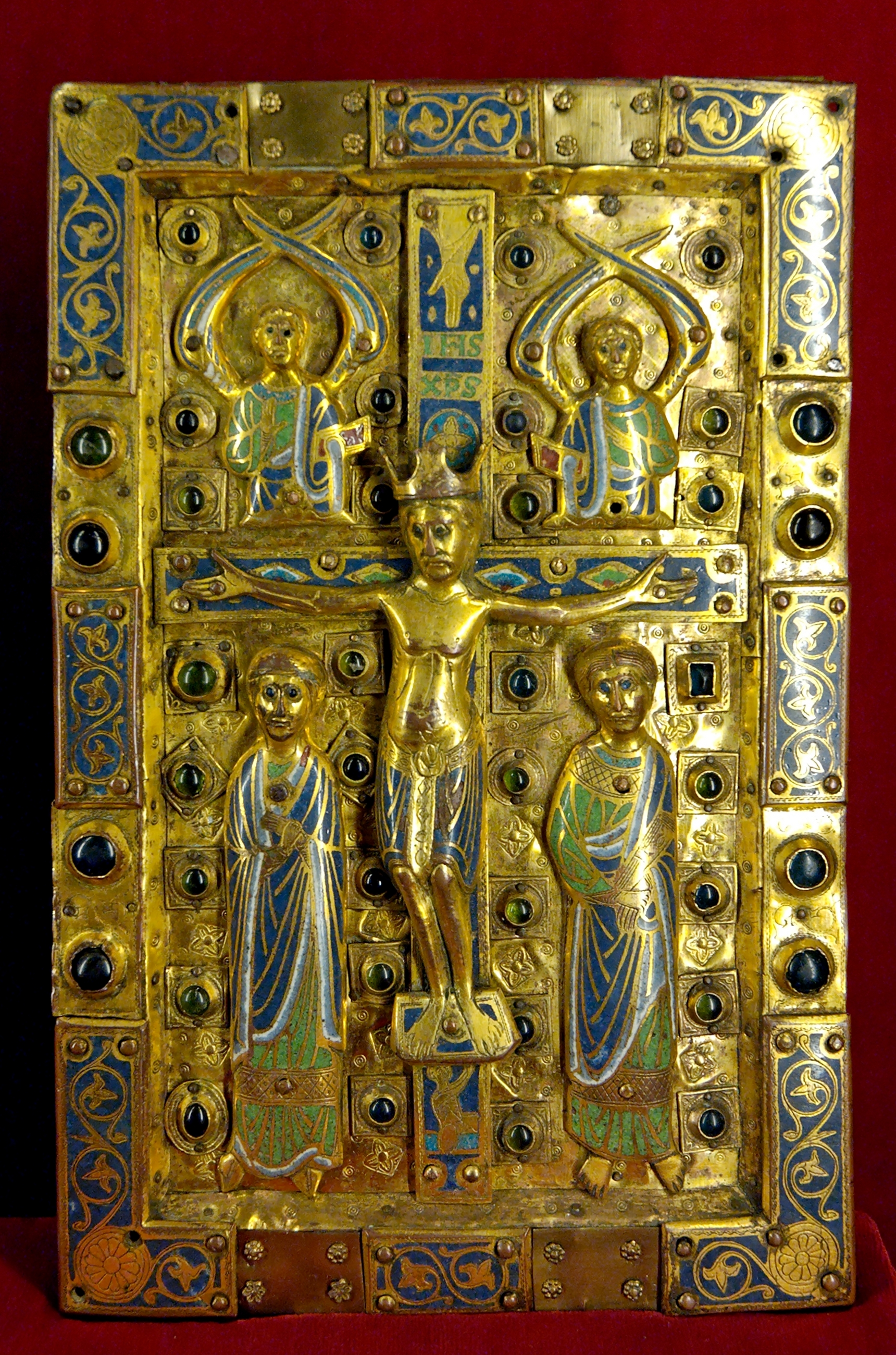
Copertina di libro con figure in smalto, XIII secolo
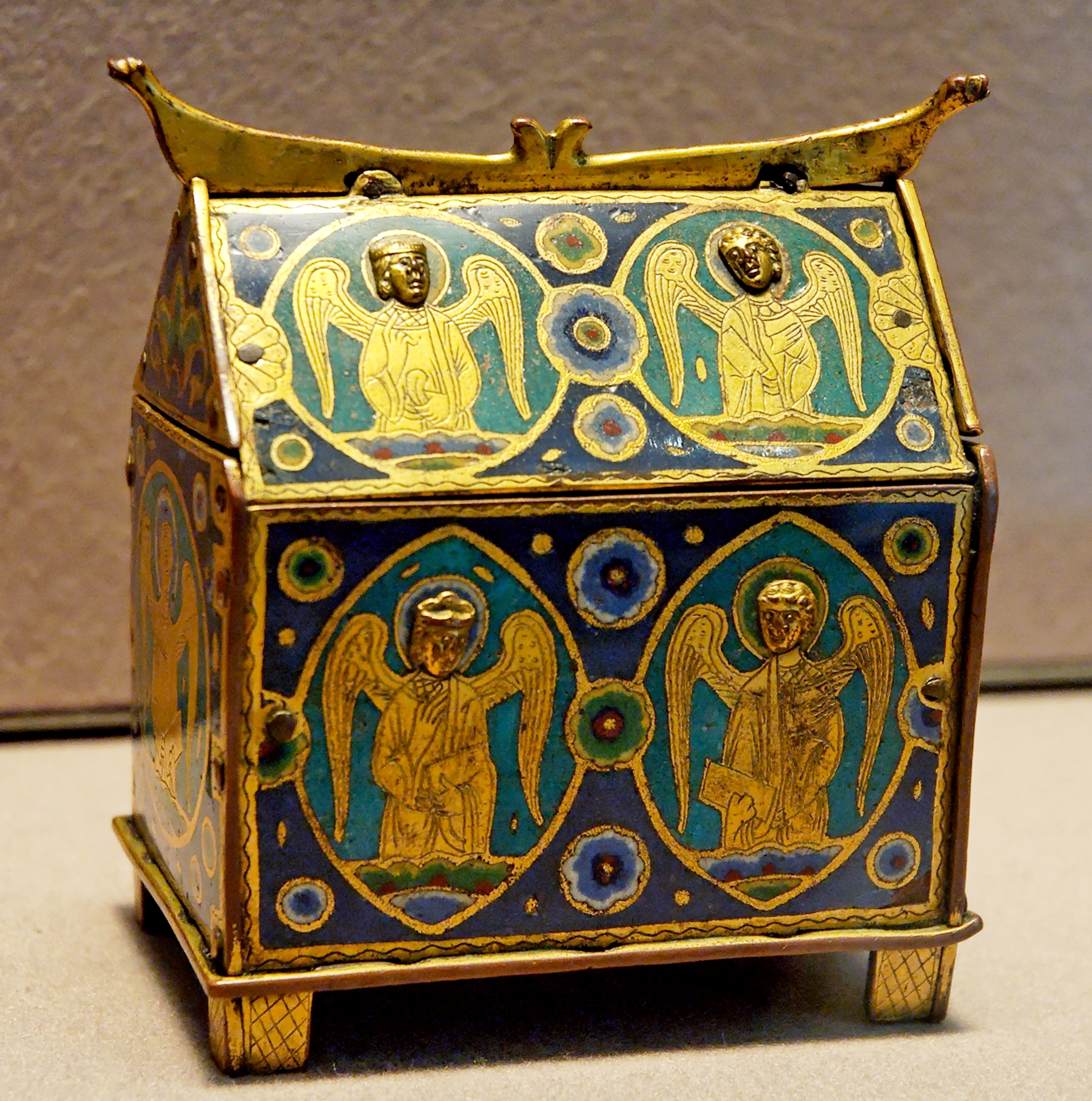
Tipico cofanetto medievale di Limoges, in questo caso un contenitore per olii santi piuttosto che un reliquiario, XIII secolo.
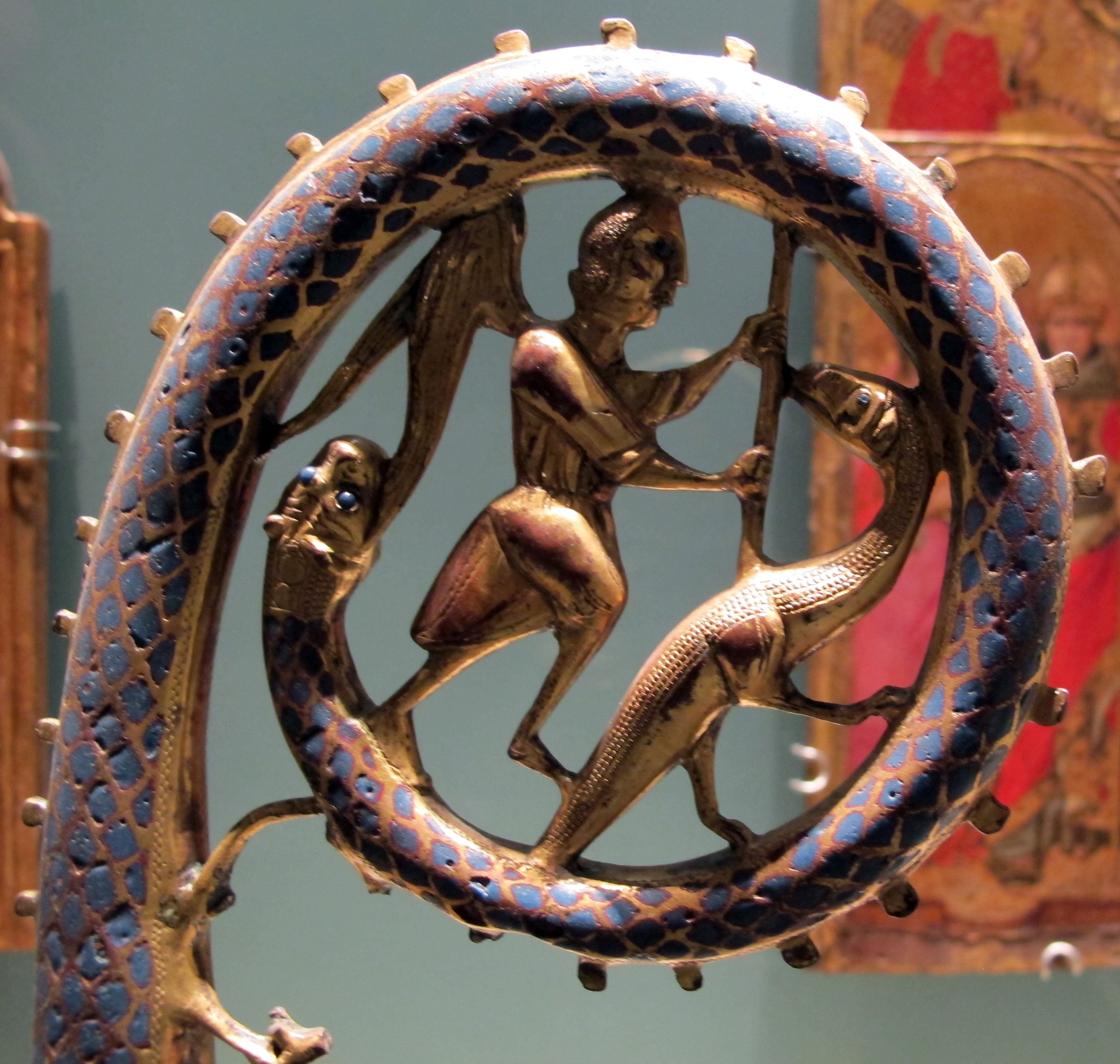
Dettaglio di un pastorale, anni 1230
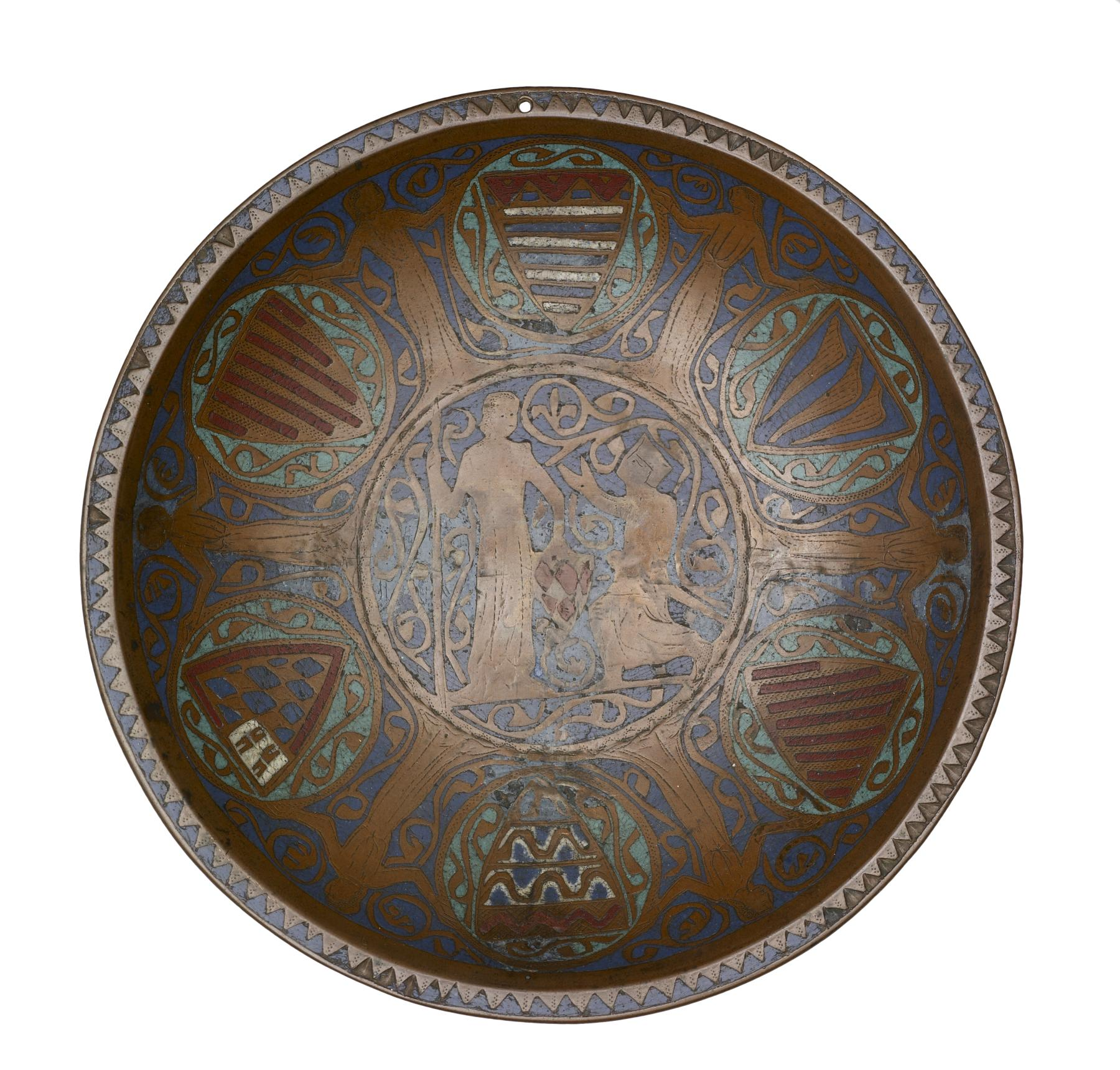
Medaglione con cavaliere inginocchiato davanti a una dama, e motivi araldici, II metà del XIII secolo. La doratura è scomparsa.

## Smalto dipinto rinascimentale

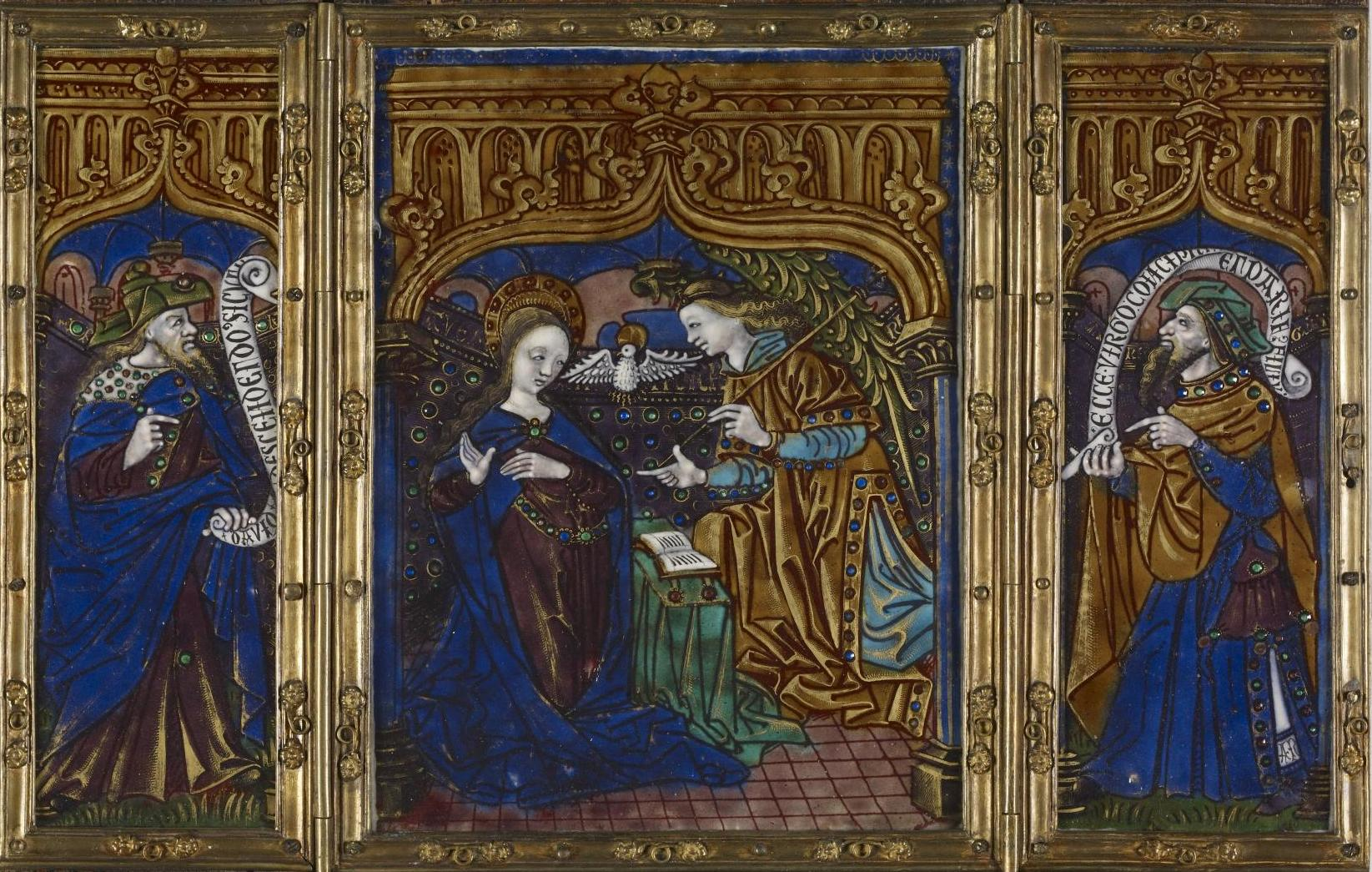
Maestro del Trittico di Orléans, Trittico di Baltimora. Annunciazione coi i profeti Davide e Isaia, circa 1500

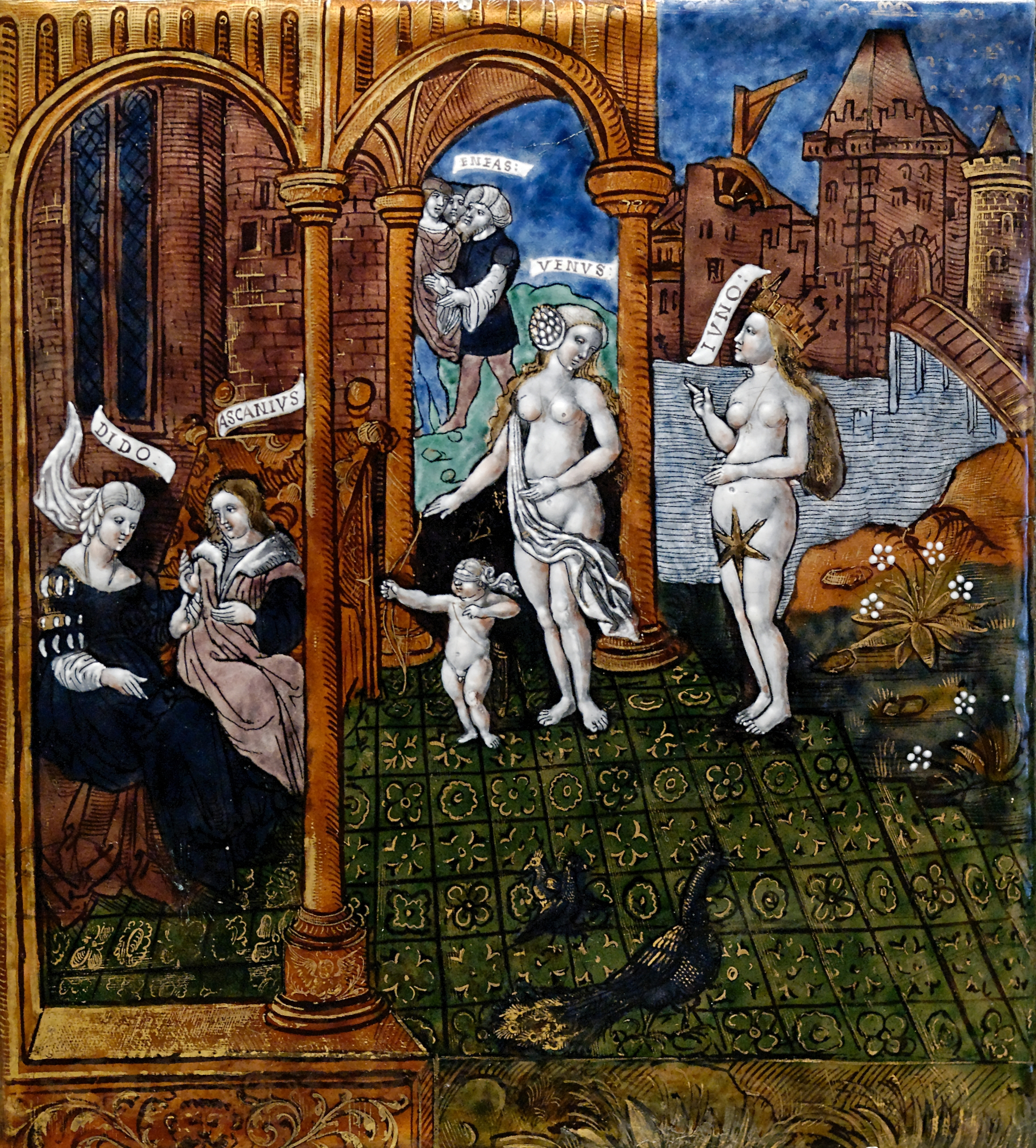
Placca dipinta, c. 1530, con Venere, Giunone ed Enea, Maestro dell'Eneide, anni 1530

La tecnica dello smalto dipinto apparve durante la metà del XV secolo, forse prima nei Paesi Bassi, seguita presto da Limoges durante il regno di Luigi XI di Francia (1461-1483). Il primo maestro significativo, che prende il nome di Monvaerni, o Pseudo-Monvaerni poiché il nome è ora noto per essere basato sulla lettura errata di un'iscrizione, fu attivo negli ultimi decenni del secolo. Fu seguito da artisti sconosciuti chiamati il "Trittico del trono di Luigi XII", da un pezzo conservato al Victoria and Albert Museum, e il "Trittico del maestro di Orléans" che creò un certo numero di pezzi religiosi prima del 1515 circa in uno stile ancora basato sul dipinto del secolo precedente. Questi erano troppo piccoli per le chiese ed evidentemente utilizzati per le devozioni private, forse soprattutto per i viaggiatori frequenti.
La tecnica fiorì in vari laboratori di Limoges nel corso del XVI secolo, godendo dei privilegi del re che le garantì quasi un monopolio in Francia. Inoltre, dal tempo di Luigi XI, la possibilità di ottenere il titolo di maestro nella corporazione degli smaltatori era limitata ad alcune famiglie a seguito di editti reali. Gli smalti venivano prodotti in laboratori che spesso persistevano nella stessa famiglia per diverse generazioni ed erano spesso firmati nello smalto, o identificabili, almeno per quanto riguarda la famiglia o il laboratorio, da segni di punzonatura sul retro dei pannelli, nonché dallo stile.
Almeno all'inizio, si trattava di oggetti di altissimo livello per il gusto raffinato della corte e di altri ricchi collezionisti, con la borghesia che si aggiunse alla base di clienti negli anni 1530, con l'espansione del settore.  A differenza del medievale champlevé di Limoges, questi smalti erano realizzati per un mercato principalmente riservato alla Francia, anche se alcuni pezzi venivano commissionati dalla Germania. Mentre il champlevé medievale di Limoges era in concorrenza con un certo numero di altri centri in tutta Europa, nel XVI secolo non esisteva in realtà nessun'altra città che producesse quantità di grandi smalti pittorici in uno stile manierista. Alcuni pezzi di vetro di Murano sono stati parzialmente dipinti in uno stile ampiamente equivalente.
Dal 1580 lo stile sembra essere caduto di moda, e Bernard Palissy, il creatore di uno stile complementare in ceramica, scrisse che "la loro arte è diventata così a buon mercato da poter a malapena guadagnarsi da vivere". La produzione continuò nel XVII secolo, ma con un calo della qualità dopo i primi decenni. Nel XVIII secolo il ruolo degli oggetti di smalti di lusso fu in gran parte sostituito da quello della porcellana europea, ma dopo alcune raffinatezze tecniche la pittura a smalto divenne ampiamente usata per i piccoli ritratti in miniatura, prima soltanto un'eccentricità inglese. Questi erano dipinti in molte grandi città dove c'erano clienti, e Limoges giocava solo un piccolo ruolo, mentre era anche attiva nei dipinti di faience e in seguito nella porcellana di Limoges.

### Stile e tecnica
La nuova tecnica produceva pezzi dipinti con scene figurative altamente dettagliate o schemi decorativi. Come per l'italiana maiolica, a cui in qualche modo lo smalto dipinto a Limoges era una ritardata risposta francese, le immagini tendevano ad essere tratte dalla mitologia classica o dall'allegoria, sebbene includessero scene religiose, spesso dall'Antico Testamento. Molti maestri stavano diventando Ugonotti (calvinisti francesi) nel corso del secolo, e nuove Bibbie moralizzate, con illustrazioni di Bernard Salomon e altri, rendevano accessibile un grande numero di scene narrative che in precedenza non erano molto familiari.

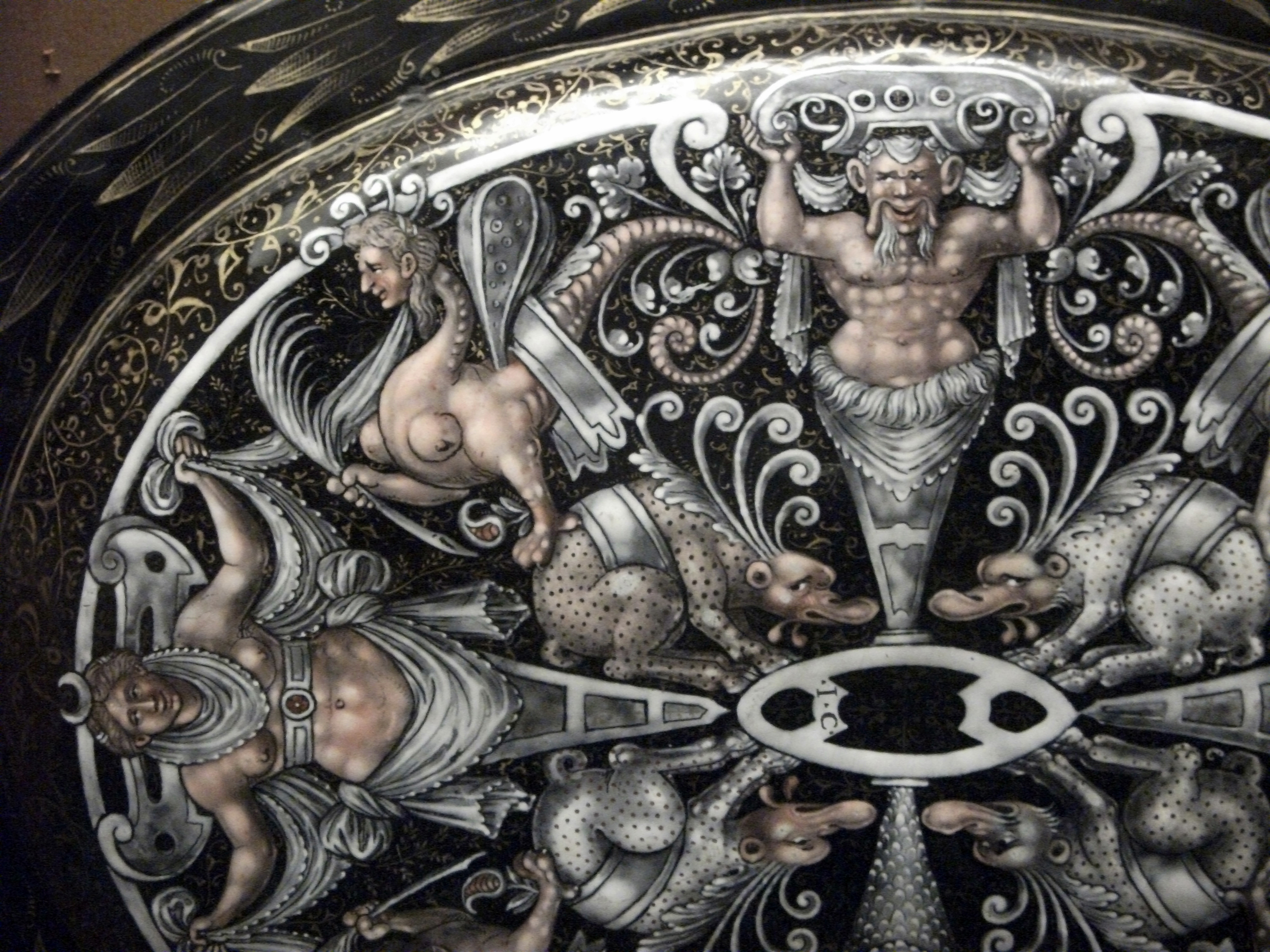
Dettagli di un piatto in smalto, Limoges, metà del XVI secolo, attribuito a Jean de Court (marcato "I.C." al centro), Waddesdon Bequest, British Museum

Le composizioni erano per lo più prese dagli antichi maestri della stampa tedeschi, francesi o italiani, specialmente per le scene più grandi con molte figure. I bordi dei pezzi più grandi erano molto elaborati e utilizzavano l'intera gamma di ornamenti manieristi, diffusi di ornato e altri motivi. C'era molto cuir découpé e fantastici grotteschi che avevano spesso un trattamento comico. Le allegre grottesche illustrate a destra sono sul retro di un grande piatto la cui faccia principale mostra una rappresentazione a colori vivaci della Distruzione dell'esercito del faraone nel Mar Rosso. Entrambi i disegni sono strettamente paralleli, senza essere esattamente copiati, in pezzi in altre collezioni, in particolare uno al Metropolitan Museum of Art di New York. I disegni sono anche basati su stampe, ma adattati dagli smaltatori ai loro pezzi.
L'introduzione, intorno al 1530, dello stile "grisaille", con la maggior parte della composizione in bianco e nero, può sembrare sorprendente in un mezzo che generalmente si fondava per il suo effetto su una vasta gamma di colori vivaci che potevano competere solo con la ceramica negli altri media, come la lavorazione dei metalli, in cui erano realizzati oggetti simili. Vennero inclusi spesso altri colori, in particolare l'oro e il rosa carnagione. Potrebbe esserci stata un'influenza dal bianco e nero delle stampe dalle quali copiavano i disegni, e probabilmente lo stile era molto più facile da realizzare. Le aree di grisaille venivano solitamente realizzate inserendo una mano di smalto "nero", di solito un colore molto scuro gelso, a volte un blu molto scuro, quindi aggiungendo una mano di bianco, e in parte grattandolo via prima di cuocerlo di nuovo. Potevano poi essere aggiunti elementi salienti in bianco, oro o altri colori. I pezzi di grisaille dominarono la produzione nel periodo approssimativo tra il 1530 e il 1560, e da allora in poi continuarono a essere realizzati a fianco di quelli policromi.  È stato affermato che questi pezzi erano "scuri e cupi, riflettendo il pessimismo prevalente durante la Riforma".
Gli smalti venivano ancora applicati su basi di lastre di rame e la costruzione delle complicate forme tridimensionali spesso utilizzate non poteva usare una lega di stagno e piombo, che non avrebbe resistito alla temperatura di cottura. Anche il retro dei fogli doveva essere smaltato, anche dove questi sarebbero stati invisibili, per ridurre l'instabilità durante la cottura; questo smalto invisibile era chiamato "controsmalto" e utilizzava materiale di scarto recuperato dai lati verniciati. La tecnica richiedeva (se non in "grisaglia") fuochi multipli a temperature strettamente controllate per fissare i vari colori, anche se il numero di cotture effettivamente necessarie è diventato oggetto di controversie negli ultimi decenni. Fino a venti è stato scritto da autori precedenti, ma ora un massimo di otto o nove sembra più probabile. La doratura al mercurio veniva usata per le aree dorate, molto comuni ai bordi. Questo e alcuni altri colori venivano solo brevemente cotti nella fase finale.

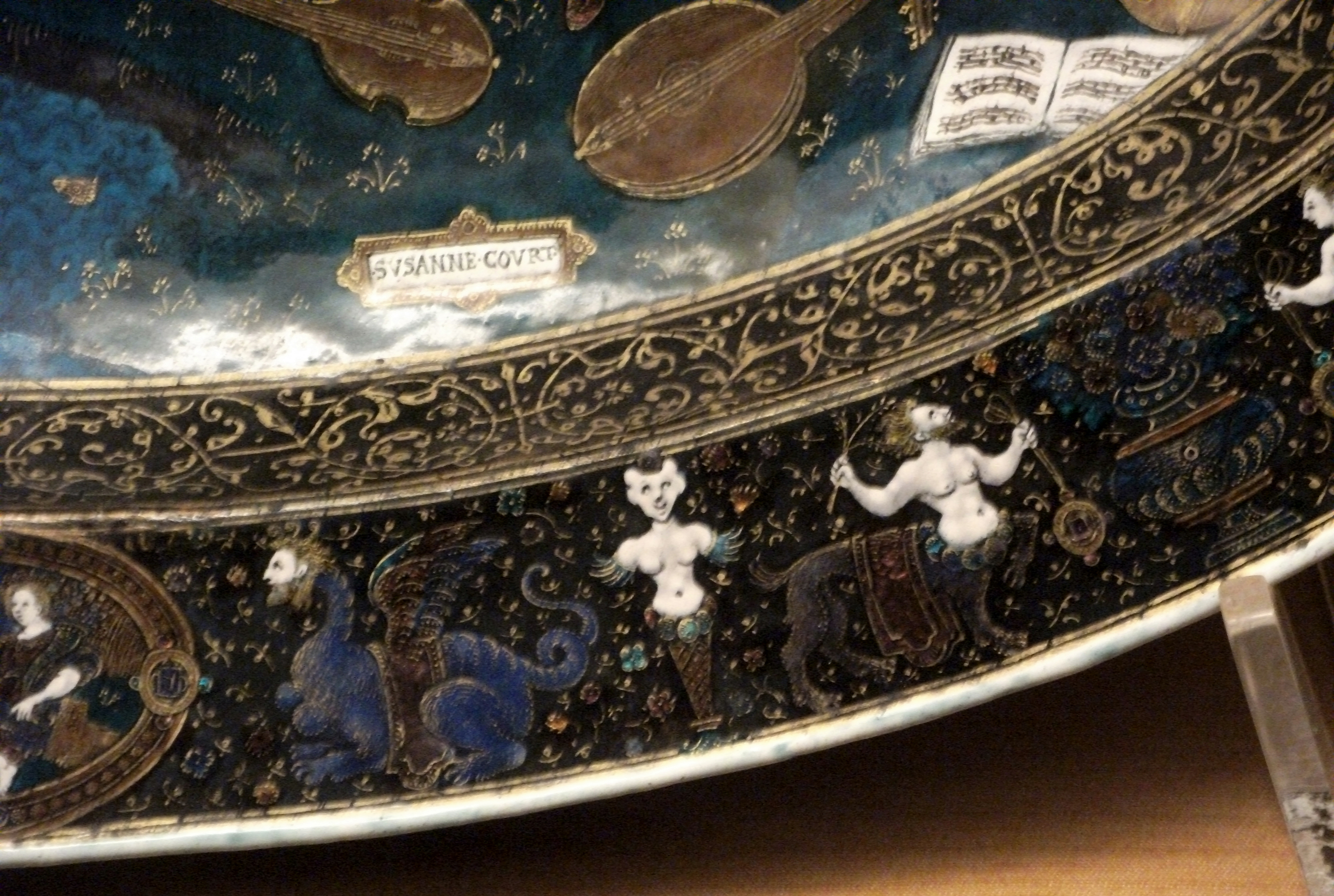
Firma di "Suzanne Court" su un pezzo.

### Artisti
Considerati i privilegi reali, i laboratori di smalti tendevano ad essere tramandati tra le diverse generazioni di una famiglia e sono anche piuttosto scarsamente documentati rispetto ai pittori. Le varie firme e monogrammi sui pezzi hanno dato agli storici dell'arte molto su cui discutere. Il marchio orafo sui telai metallici o l'impostazione può essere utile nel dare informazioni. Léonard Limosin è il più famoso di sette artisti dello smalto della famiglia Limosin, le cui opere firmate e datate vanno dal 1532 al 1574. La famiglia Court/de Court probabilmente era per la maggior parte costituita da Jean Court (attivo negli anni 1550) Jean de Court (attivo tra il 1560 e il 1570, anche ritrattista di successo nella pittura a olio), Suzanne de Court, forse attiva dal 1570 al 1620 e Pierre Courteys (o Courtois), che firmò lavori dal 1550 al 1568. Anche le famiglie Pénicault, Laudin e Reymond o Raymond (Pierre Reymond) erano eminenti, i Laudins specialmente nel XVII secolo, come "ultima scintilla" della tradizione di Limoges.

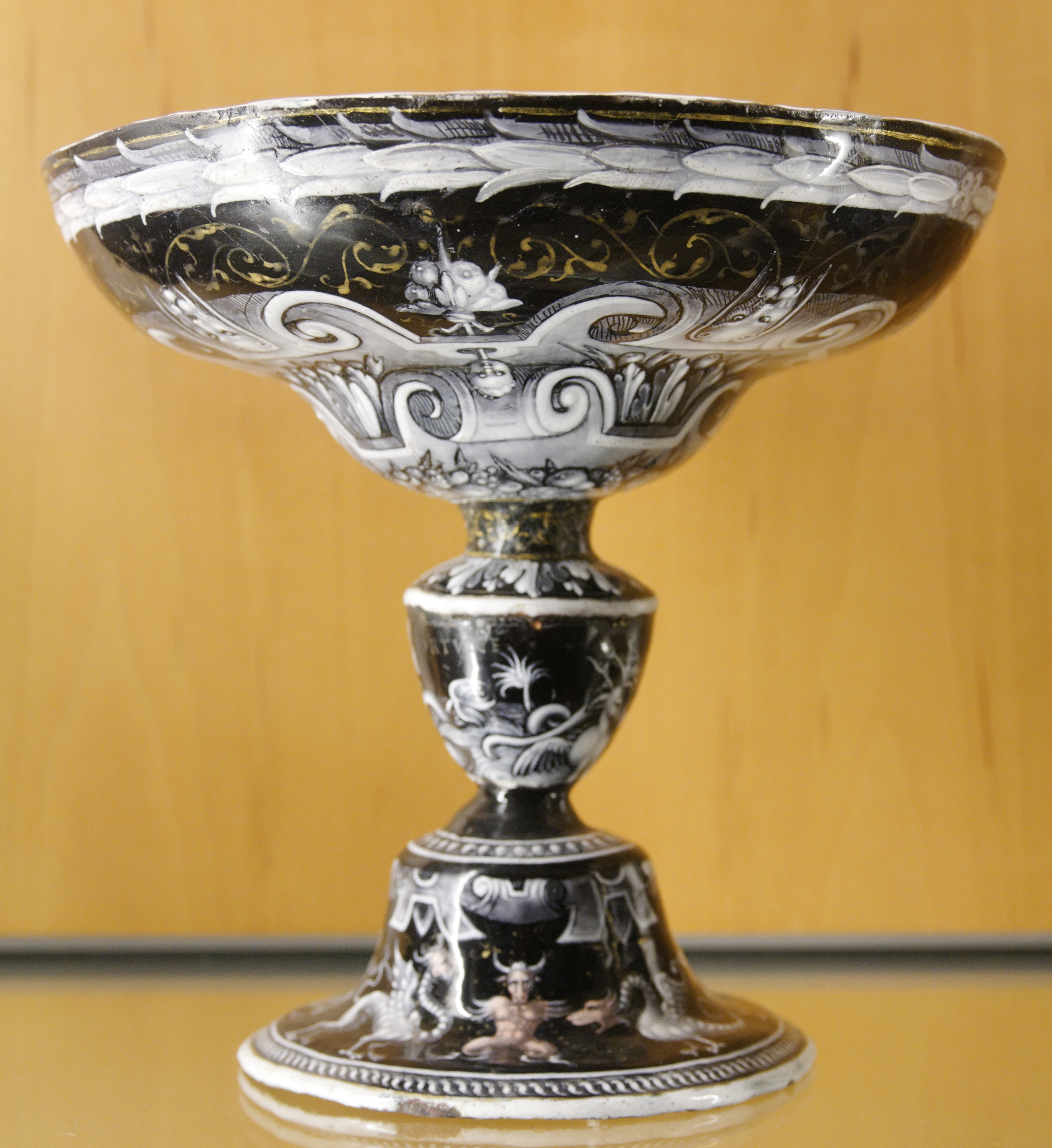
Tazza di Pierre Reymond

Alcune di queste firme (in genere solo iniziali) potevano rappresentare "la ditta/laboratorio" piuttosto che "dipinto da". Anche alcuni singoli pittori sono conosciuti, per opere particolari, con altri attribuiti in base al loro stile. L'illustrazione accanto proviene da una serie sull'Eneide del "Maestro dell'Eneide", che realizzò un grande numero di opere negli anni 1530, delle quali 74 sono oggi disperse in diverse collezioni. Copiano le composizioni delle illustrazioni xilografiche usate per la prima volta in un'edizione delle opere di Virgilio pubblicate a Strasburgo nel 1502 e poi riutilizzate a Lione nel 1517 e nel 1529. C'erano 143 illustrazioni per l'Eneide e nessuno degli ultimi tre libri ha versioni di smalto sopravvissute. Potrebbero essere state decorate da un piccolo studio, incastonate in pannelli di legno come nel cabinet des emaux appartenuto alla regina Caterina de' Medici alla sua morte nel 1589, che era incastonato con piccoli ritratti in smalto.
La serie Eneide riflette lo stile essenzialmente gotico delle xilografie copiate, ma probabilmente venne realizzata quando Léonard Limosin era già al servizio del re. La sua esposizione allo stile italiano della prima scuola di Fontainebleau fu probabilmente la chiave per la rapida adozione dello stile sofisticato manierista, da parte degli artisti di Limoges, che dominò il resto del secolo.

### Usi
Gli smalti venivano realizzati su oggetti come candelabri, piatti, vasi e retro di specchi, e anche come placche piane da includere in altri oggetti come i cofanetti. Sebbene fossero molto spesso realizzati in oggetti destinati a servire cibi e bevande, le fonti suggeriscono che non erano generalmente utilizzati per quest'uso, ma tenuti tra gli altri "oggetti d'arte" nelle sale di ricevimento.  Come per gli smalti medievali, mentre alcuni pezzi erano evidentemente fatti su ordinazione, altri erano probabilmente fatti per essere venduti sul mercato. Le applicazioni per cappelli divennero popolari man mano che l'industria e la clientela si espandevano, e furono il grande gioiello tradizionale preferito per questo genere di abbigliamento.
Il più grande pezzo tridimensionale in grisaille giunto ai nostri giorni è una "fontana da tavolo" alta 490 mm esposta al Waddesdon Manor in Inghilterra e data 1552, presumibilmente realizzata per Diana di Poitiers, amante di Enrico II di Francia. Tuttavia, questo potrebbe essere un pezzo "composito" composto nei secoli XVIII e XIX da numerosi pezzi del XVI secolo, con l'aggiunta delle iniziali congiunte di Enrico e Diana.
Il cofanetto deila sibilla nel Waddesdon Bequest nel British Museum (una delle migliori collezioni, e sempre in mostra) è piuttosto piccolo ma elaborato con una cornice di argento dorato e gemme, insieme a pannelli grisaille con tocchi di oro e tinte carne. Rappresenta il sofisticato gusto di corte del 1535 circa ed era probabilmente destinato ai gioielli di una donna. La maggior parte di questi insiemi di smalti avevano perso le impostazioni a cui erano destinati, ma molti sono ora in montature sostitutive aggiunte dai venditori di Parigi nella seconda metà del XIX secolo.

### Storia delle collezioni
Dopo un lungo periodo in cui erano poco collezionati, l'interesse per lo smalto dipinto di Limoges ebbe una ripresa nella prima metà del XIX secolo, come parte di una generale rinascita di interesse. Il gusto crebbe fino alla fine del secolo, con Parigi come principale mercato per la raccolta di esemplari di castelli, se necessario facendoli salire di prezzo con la solita audacia del XIX secolo, e vendendoli a un gruppo sempre più internazionale di collezionisti molto ricchi. Le competenze riacquistate per le riparazioni portarono alla creazione di alcuni falsi. Gli storici dell'arte iniziarono a ricostruire i nomi e le biografie dietro le prove intricate di firme e stili, così come le imitazioni in ceramica dalla Francia e dall'Inghilterra.
A partire dalla metà del secolo, grandi gruppi di oggetti furono inseriti in mostre appropriate a Parigi e a Londra, e in seguito le collezioni private passarono per lo più ai musei:
- Francia: Museo del Louvre: Musée national du Moyen Âge (già Musée de Cluny, essenzialmente champlevé), Parigi: Castello di Écouen (Musée national de la Renaissance): Museo municipale di Limoges.
- Inghilterra (tutti a Londra): British Museum, compreso Waddesdon Bequest, Victoria and Albert Museum, Wallace Collection.
- Stati Uniti: Frick Collection, New York, Walters Art Museum, Baltimora, Metropolitan Museum of Art, New York, Taft Museum of Art, Cincinnati.
- Russia: Ermitage, San Pietroburgo.

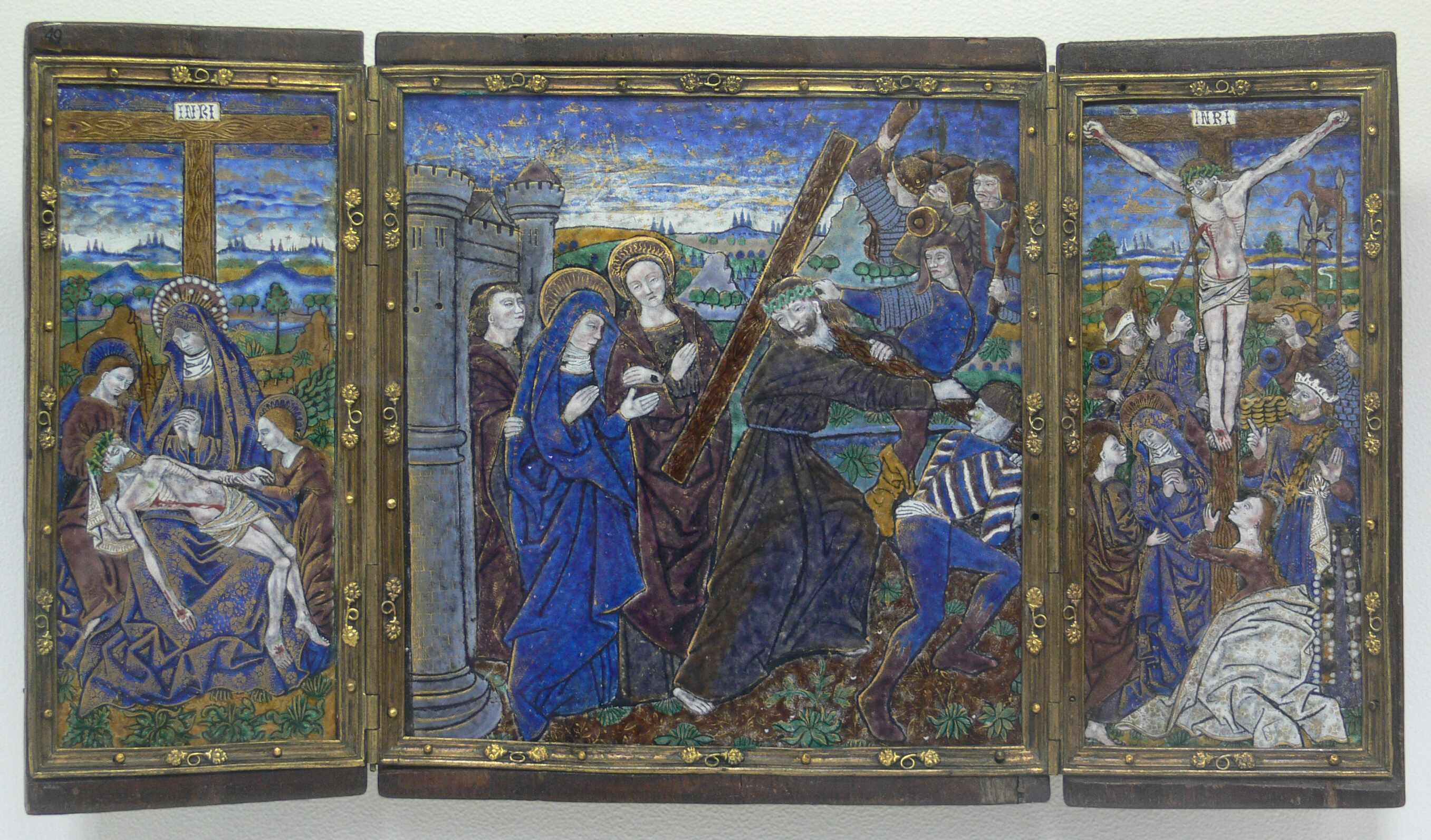
Trittico del tardo XV secolo, attribuito alla bottega di Monvaerni
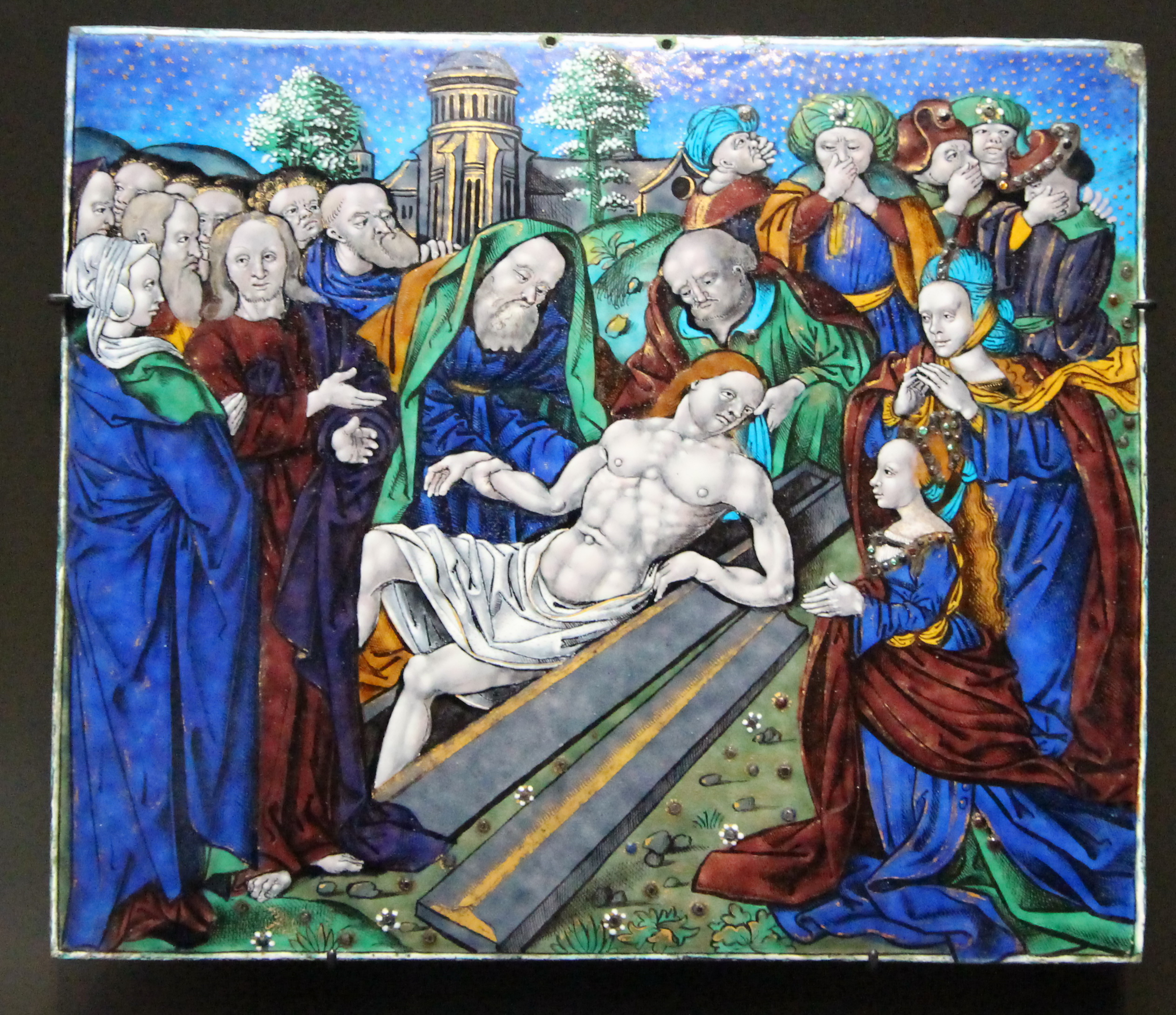
Placca con Lazzaro di Betania resuscitato, Jean Penicault I, Primi XVI secolo
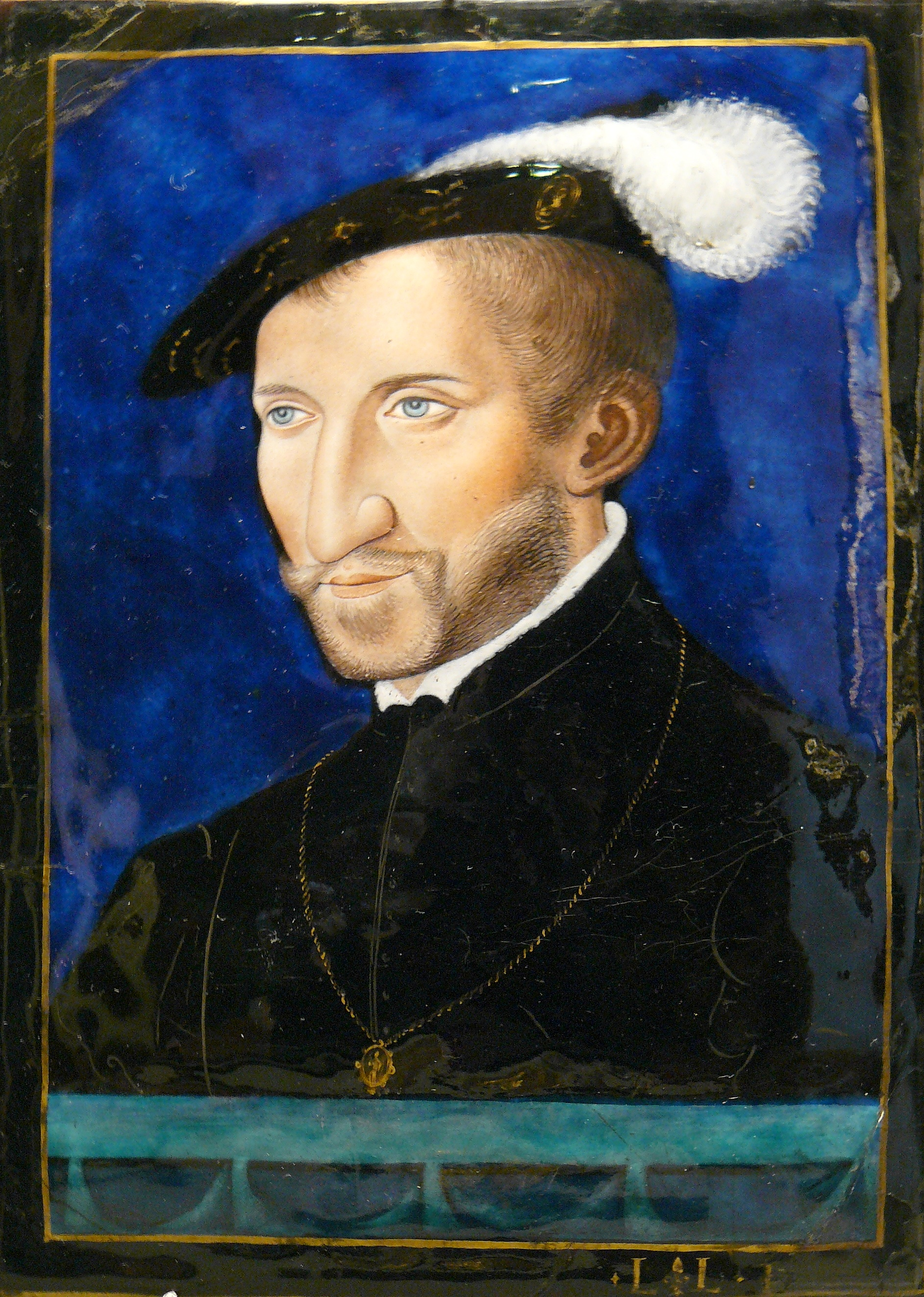
Léonard Limosin, ritratto di Enrico II di Navarra
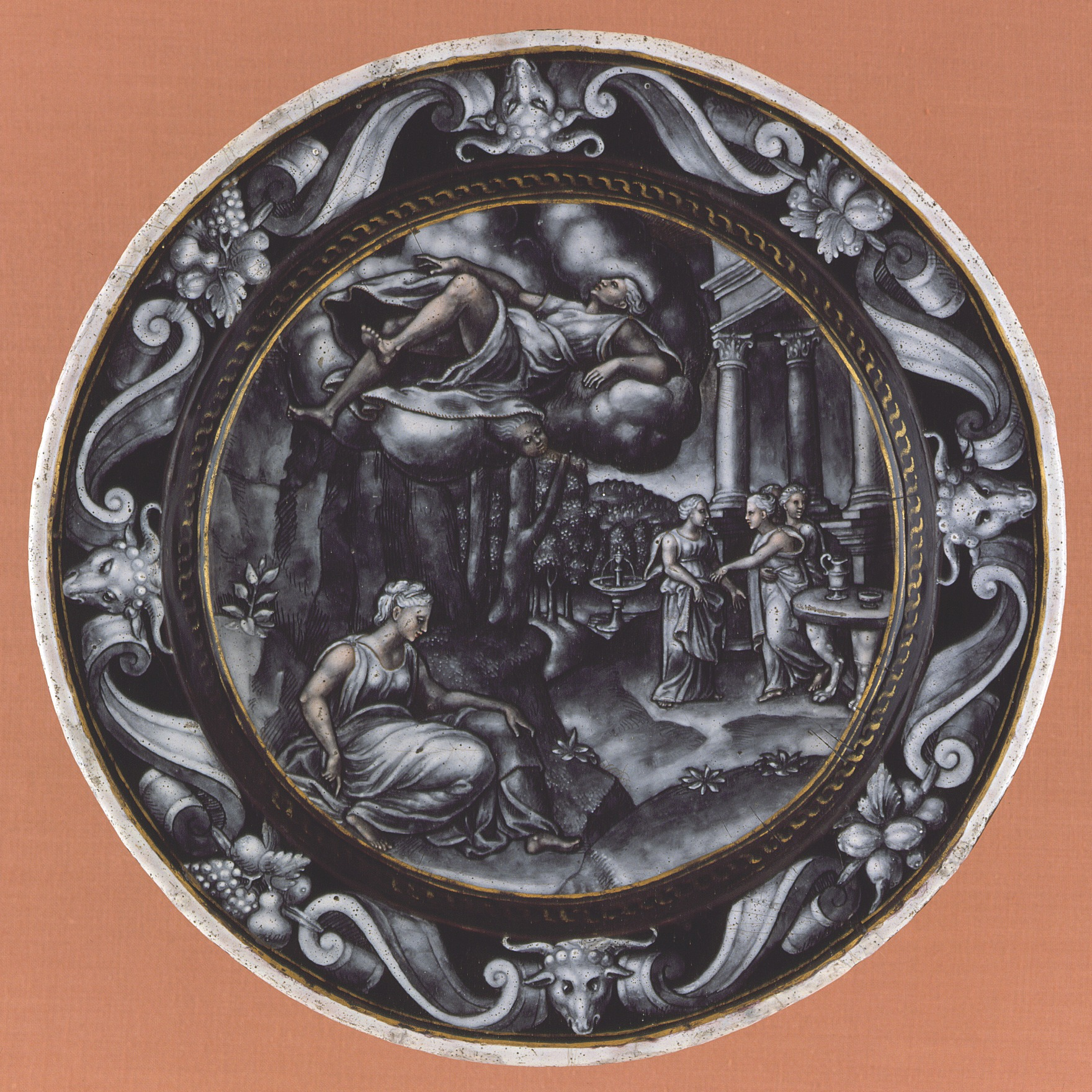
Piatto in grisaille con Psiche portata da Zefiro al Palazzo di Cupido, Pierre Courteys, c. 1560
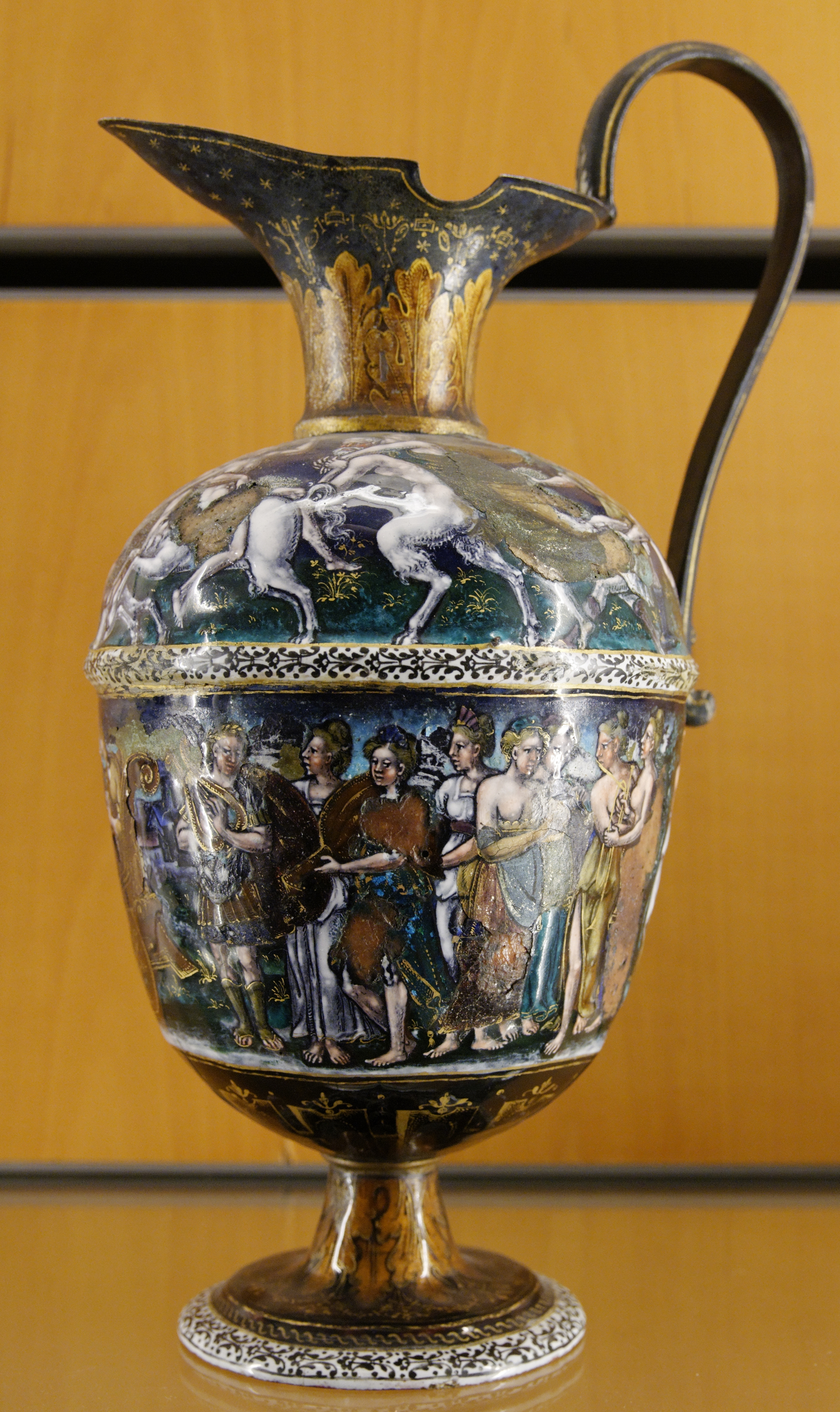
Brocca, intorno al 1600
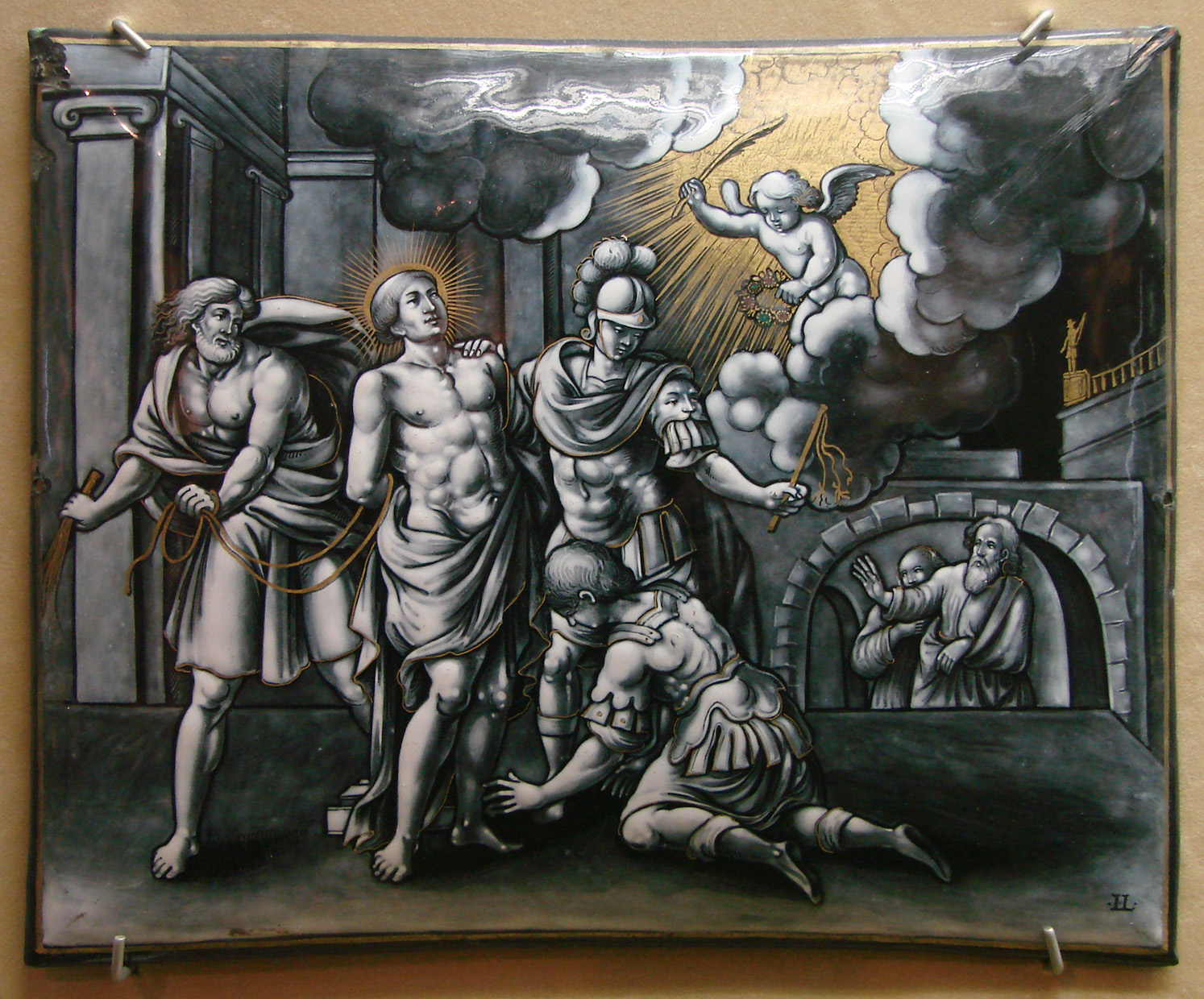
Grisaille del XVII secolo, da una grande serie per una chiesa di Reims, Jules Laudin, c. 1663.
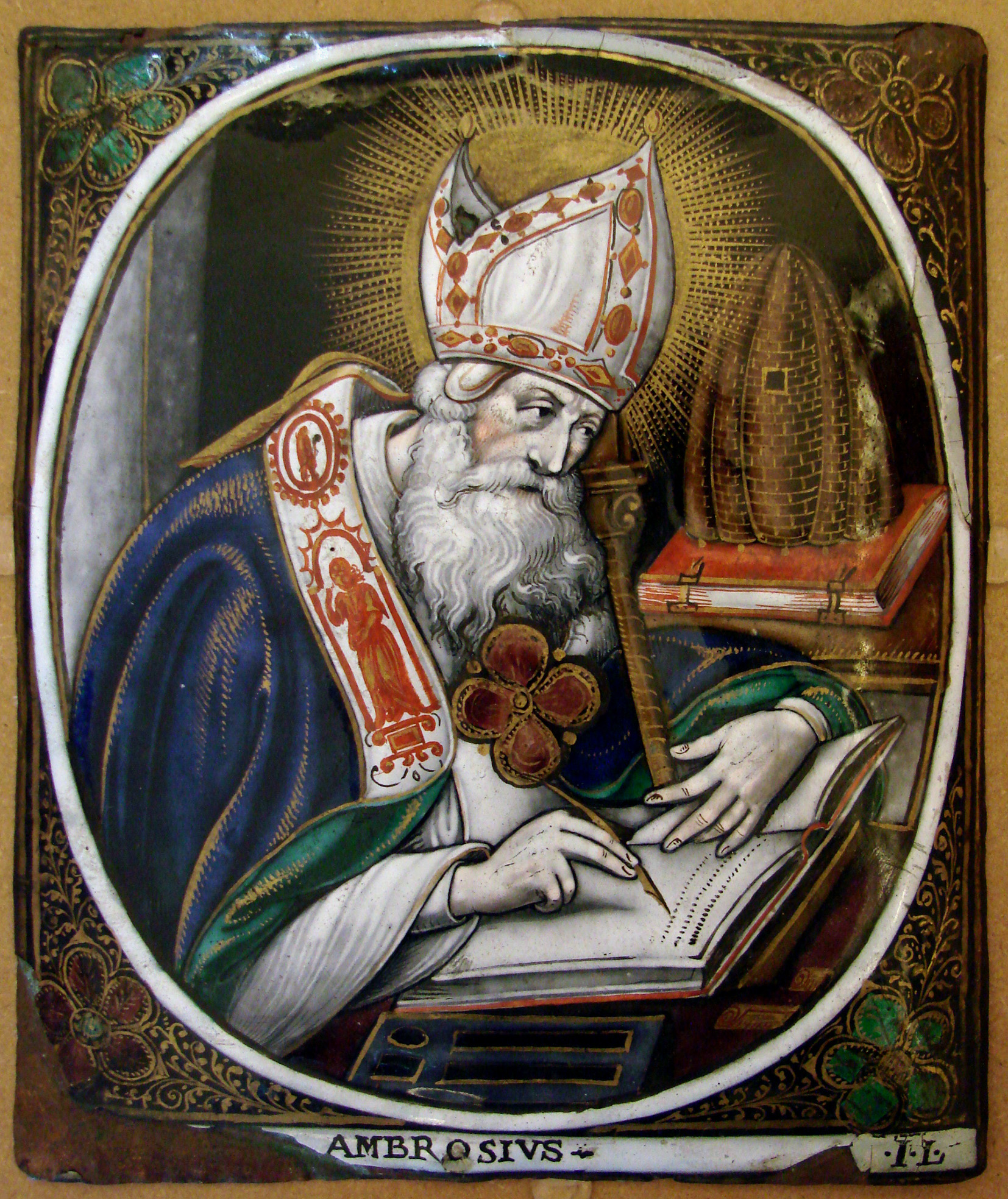
Placca del XVII secolo di Jacques I Laudin (1627-1695)
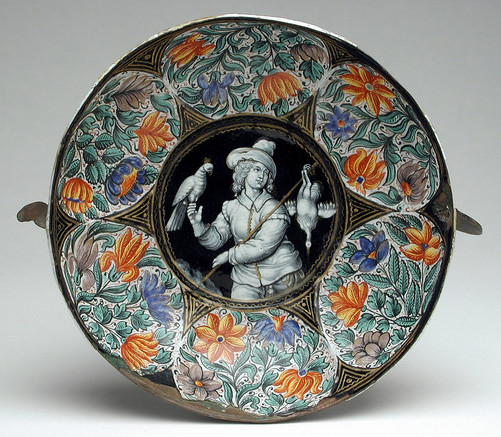
Piatto, attribuito a Jacques Laudin, XVII secolo

## Esempi

Croce di Limoges

### Croce di Limoges
Questo pezzo è la placca centrale di una croce, del primo terzo del XIII secolo, ed è ora nel Museo della Legion d'onore di San Francisco. L'area non scolpita è dorata per consentire alla cornice di evidenziare le parti smaltate. Questa croce fu probabilmente usata nell'Abbazia di San Marziale probabilmente come croce processionale.

Cofanetto reliquiario di Tommaso Becket

### Reliquario di Limoges
Questo cofanetto reliquiario raffigura scene della morte di Tommaso Becket. San Tommaso Becket, arcivescovo di Canterbury, fu assassinato nella Cattedrale di Canterbury nel 1170, presumibilmente per volere di  Re Enrico II d'Inghilterra. Becket fu canonizzato come santo entro tre anni dal suo assassinio, e le scene della vita e della morte divennero molto presto una fonte di ispirazione popolare per gli artisti di Limoges, dato che ne sono sopravvissuti oltre 45. Oggi si trova nella Galleria medievale della Legion d'onore a San Francisco.
Il cofanetto Becket di Londra (illustrato a lato) è un altro esempio di Limoges. Si tratta del più grande cofanetto Becket sopravvissuto e probabilmente il più antico. Potrebbe essere stato realizzato una decina d'anni dopo l'assassinio di Becket.